# 耶路撒冷
耶路撒冷（羅馬化：Yerushaláyim，發音：[jeʁuʃaˈlajim] ⓘ，羅馬化：al-Quds, 發音：[al.quds] ⓘ，本地發音：[il.ʔuds]，漢譯：聖城、古都斯或古德斯，意為「神聖的」；唐朝時期的景教徒曾根據敘利亞語譯作烏梨師斂）为黎凡特的一座城市，以色列實際控制全城並将其视为本国首都，而联合国观察员巴勒斯坦国认为其东部为該国首都。古代欧洲人将該城视为世界的中心。耶路撒冷位於地中海和死海之间，是史前的全球宗教重镇，也是完整保留亚伯拉罕诸教信仰文明演进史的一个城市。耶路撒冷同时是亚伯拉罕诸教（或称「三大天启宗教」以及一神论）的聖地。自公元前10世纪，所罗门王建成第一圣殿起，耶路撒冷一直是犹太教信仰的中心和最神圣的城市，昔日圣殿的遗蹟西墙，仍是犹太教最神圣的所在。基督徒也相当重视耶路撒冷，因为根据《聖經》记载，耶稣在这里受难、埋葬、復活、升天。伊斯兰教亦将耶路撒冷列为麦加、麦地那之后的第三圣地，以纪念穆罕默德的夜行登霄，并在圣殿山上建造兩座清真寺──阿克萨清真寺和岩石圆顶来纪念这一事件。
自1967年第三次中东战争之后，以色列控制了全部的耶路撒冷地区，包括西耶路撒冷和东耶路撒冷，以及老城区。以色列和巴勒斯坦国都聲稱耶路撒冷是他們的首都，猶太人、基督徒及穆斯林均相信此處是他們的宗教聖城。不過，兩國的聲稱在國際社會上都沒有得到廣泛承認。一般认为该市的最终地位尚未确定，有待以色列和巴勒斯坦双方協商谈判。多数国家都将驻以色列大使馆设在特拉维夫。今天耶路撒冷仍然是以巴冲突的中心。以色列现行政区划上设耶路撒冷区，面积652平方公里，只有一个分区，即耶路撒冷分区。
2017年，耶路撒冷市区面积为126平方公里，人口约900,000人，這兩項指標均居以色列和巴勒斯坦各城市之首。
今天的耶路撒冷，是一个對比強烈的城市。不同文化、不同宗教、不同民族、社会不同阶层，同处一城；城市的东西两部分截然不同，发展水平悬殊。老城雅法门以西的西耶路撒冷（1967年以前属于以色列的市区）是现代以色列的核心地带（如果再继续向西数十公里，就是以特拉维夫为中心的「古什·但」區域），而老城及其东、北、南三面的东耶路撒冷（1967年后以色列占领的争议区域）则以阿拉伯人为主。最特别的地方是面积只有1平方公里，被一圈城墙所围绕的耶路撒冷老城，其中又分为4个宗教与种族聚居区：犹太区、基督徒区、亚美尼亚区和穆斯林区。耶路撒冷最重要的也引起重大争议的宗教圣地，均位于此处：犹太教的西墙和圣殿山、伊斯蘭教的岩石圆顶和阿克萨清真寺，以及基督教的圣墓教堂和苦路。

## 名称
耶路撒冷名称的来源尚无法确定。在希伯来语中，Yerushalaim这个名字可以理解为yerusha（遗产）和shalom（和平）的合成词。另一个比较普遍的解释是它将《圣经》裡两个城市的名字结合在一起：耶布斯（Jebus）和撒冷（Salem，意「和平」）。耶布斯是希伯來人來到當地之前，迦南人為該城所起的名字；而撒冷这个地名出现在《创世纪》14章，是大祭司麦基洗德的住处，他为来到这里的亚伯拉罕祝福。
在阿拉伯文中耶路撒冷的名称是或。的意思是圣地，在词前加冠词成为，特指圣城耶路撒冷。同样的，意为房屋、住宅，意为神圣的（人）、圣洁的（人），两词合起来组成则特指圣城耶路撒冷，字面意思也是圣人之家即圣地。

## 历史

### 史前時代
考古发现显示，今天的耶路撒冷的开发可以追溯到西元前四千年。
关于该市最早的文字记载见于前19世纪的埃及诅咒祷文和前14世纪的阿馬爾奈文書。

### 定名耶路撒冷
大约在西元前1000年，大卫王率领以色列人经基训泉水道，攻破耶布斯人的城堡并夺取该城，向南扩建城市并定都于此，更改成今天的名称「Yerushalayim」（耶路撒冷）。大卫王在此統治33年，他將約櫃迁到耶路撒冷并为约柜建立会幕，还想进一步建造圣殿，却被耶和华的先知拿單所阻止。

### 第一圣殿时期

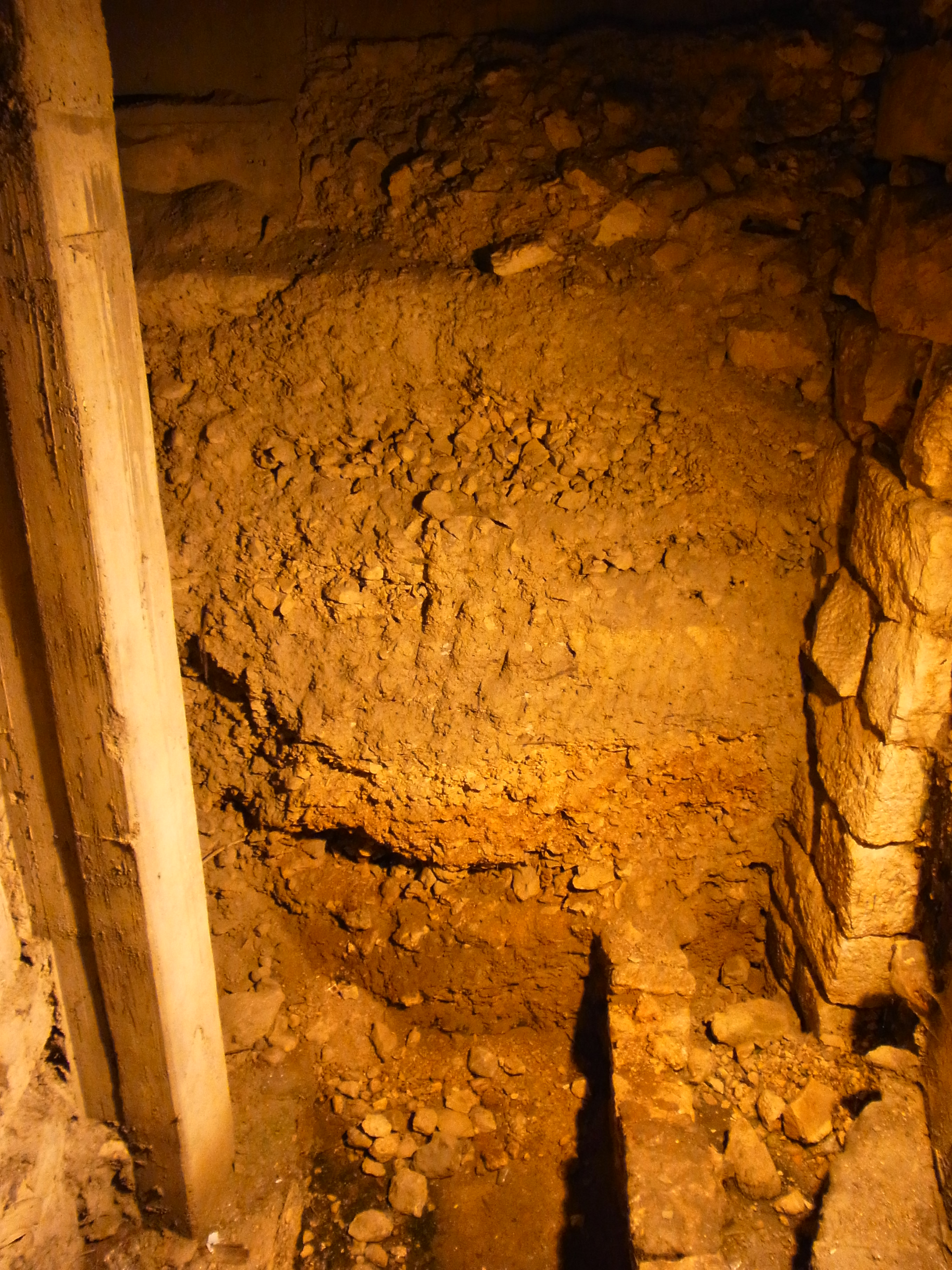
古耶路撒冷城牆之建築遺跡

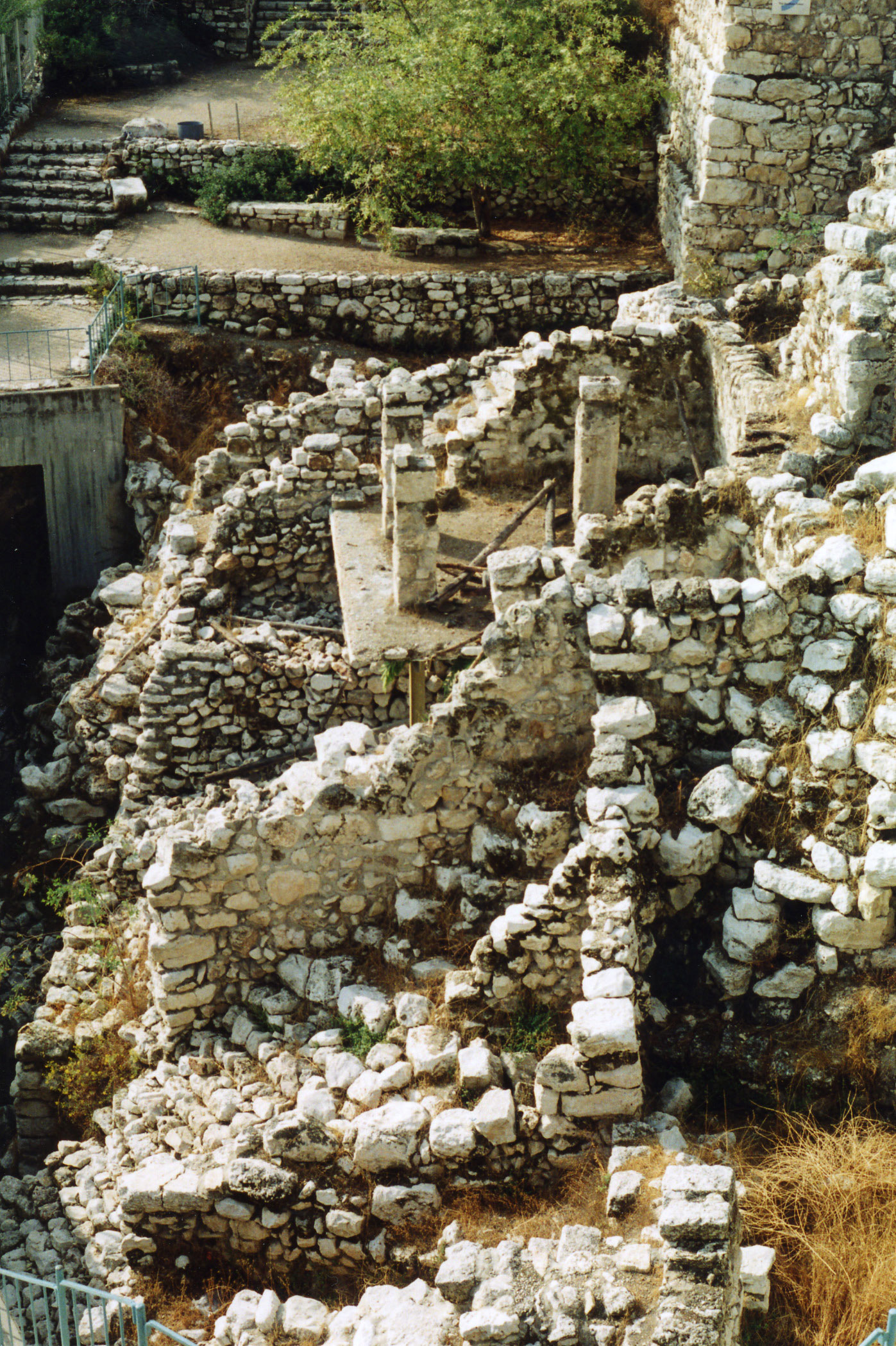
大卫城

大卫的统治结束于前970年，他的儿子所罗门继承王位达四十年。在《圣经·列王紀上》第五章至第六章记载，所罗门在即位後第四年開始，花费十年时间在城内建造第一圣殿。所罗门圣殿所在的地方是最后确知的约柜所在的地方，后来在犹太人历史中一直具有重要地位（在一定程度上对基督教也很重要），也是犹太人崇拜的焦点。这座聖殿採用來自推羅的岩石及香柏建造，成为当地最重要的礼拜地，並取代其他地方的祭壇。到“第一聖殿期”末，这座聖殿成为全国唯一的宗教场所和朝圣的中心。

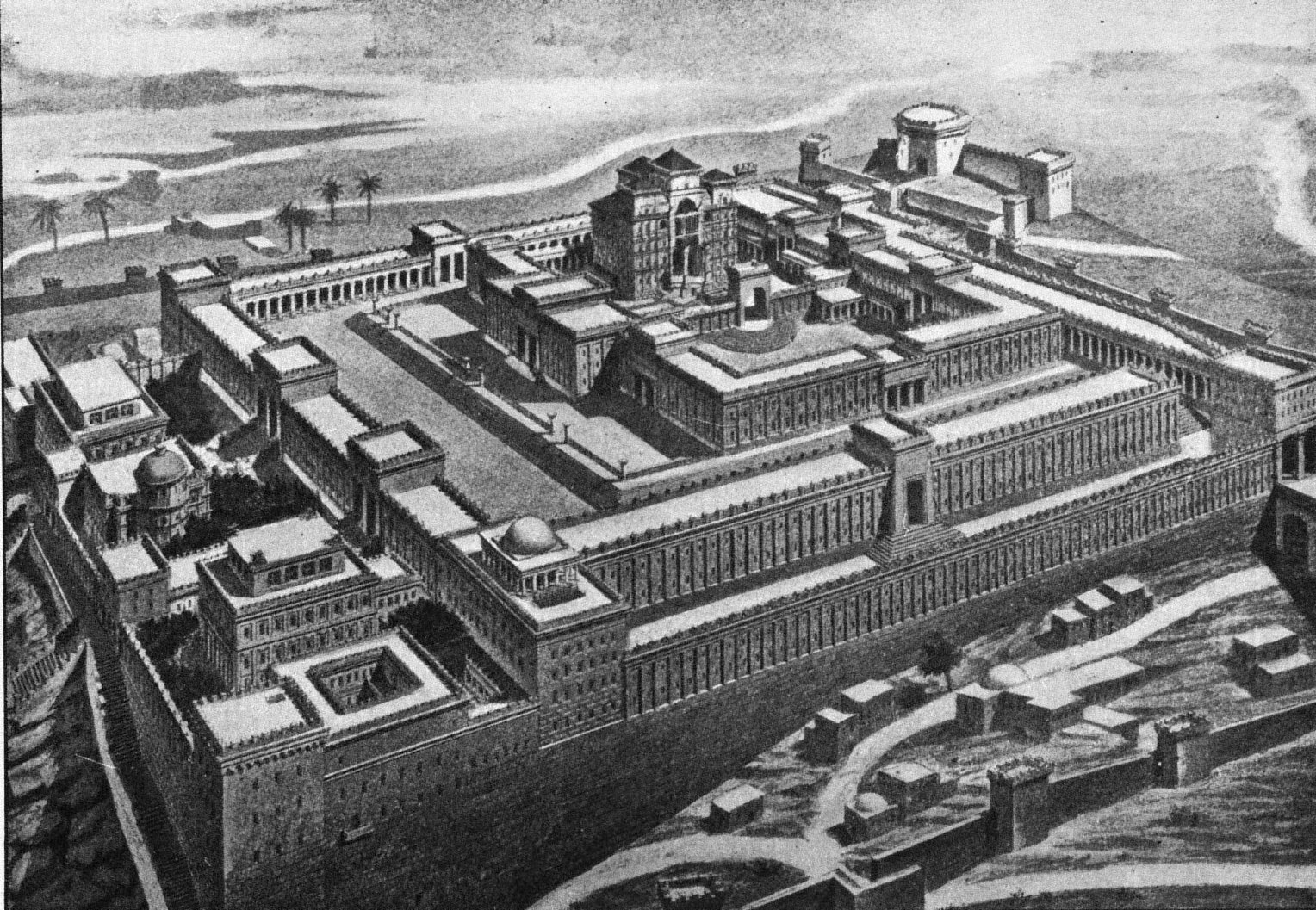
第一圣殿復原图

此后的400年（直到前586年所罗门圣殿被毁）被称为第一圣殿时期，这一时期开始于所罗门去世（前930年），北方10个支派分裂出去，成立以色列王國。在大卫和所罗门后裔的统治下，耶路撒冷仍然是南方猶大王國的京城，长达300多年。前722年，新亚述帝國征服北方的以色列王国。前607年，新巴比倫帝國国王尼布甲尼撒二世攻破耶路撒冷，年轻的国王约雅斤和大多数貴族均被掳到巴比伦囚禁。在西底家的领导下，耶路撒冷反抗巴比倫的占领，前588年尼布甲尼撒二世率领大军围攻耶路撒冷。18个月后，巴比伦军队占领并摧毁这座城市，城墙被毁，聖殿被焚，圣殿中大批的金银器皿则被带到巴比伦。尼布甲尼撒俘获西底家，在他眼前杀了他的众子，并且剜了西底家的眼睛，用铜链锁着带到巴比伦。

### 第二圣殿时期
前538年，巴比伦之囚70年后，波斯第一帝国居鲁士大帝消灭新巴比倫帝國，為了安撫龐大的波斯帝國统治下的民族，允许犹太人回到犹太地重建耶路撒冷圣殿，圣殿重建工程在前515年3月（大流士一世在位第六年），也就是第一圣殿被毁70年后完成。接着尼希米又重新修建耶路撒冷城墙，使城市又恢复繁荣。此后600年间，犹太地先后是波斯帝國、希臘馬其顿帝國、希臘托勒密埃及、希臘塞琉古帝國、罗马共和國和罗马帝國的一个省份，耶路撒冷则是犹太省的首府。犹太地曾一度從塞琉古帝國手中獨立（哈斯蒙尼王朝，不久便成為罗马共和國的附屬國，其後前37年親羅馬的希律王朝推翻哈斯蒙尼王室）。在罗马帝國统治的前期，曾委任代理王大希律王进行统治，大希律王在位时扩建了圣殿，他於公元前4年去世。公元6年管治包括耶路撒冷在內的分封王希律·阿基勞斯被羅馬人罷免，犹太地直接归属罗马帝國统治，和其他羅馬帝國佔領地一樣，設行省和總督管理。公元33年，耶穌在時任羅馬駐猶太的羅馬總督彼拉多任內被钉十字架。

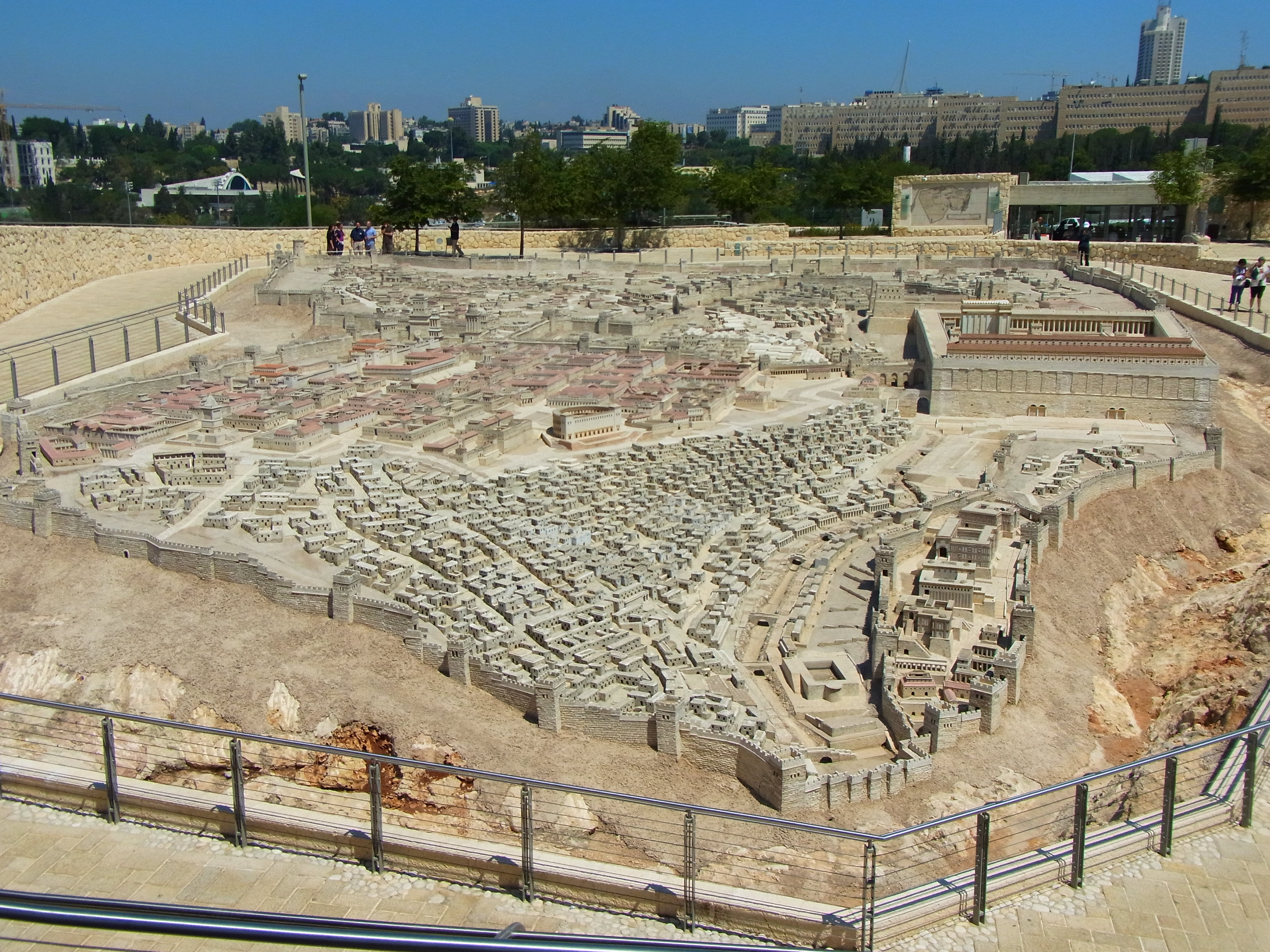
耶路撒冷復古模型

公元66年第一次猶太–羅馬戰爭爆發，公元70年，羅馬皇帝維斯帕先派提多（後來的羅馬皇帝）将军率领的罗马大军再次围困耶路撒冷达4个月25天之久，罗马军队利用先进的装备和攻城设施系统地拆除城墙，入城后拆毁了圣殿（只剩下部分墙基，即西墙），親羅馬的希律王朝亦滅亡，羅馬不再使用猶太王室去討好猶太人，親自指揮、親自部署。由于正值犹太人的一个大型节日，城内粮食很快消耗殆尽，甚至出现人食人的现象，围困之间慘不忍睹，有大约110万人丧生，97000犹太人被俘虏，很多被卖到埃及成为奴隶。到大约公元130年耶路撒冷没有人居住，之后罗马皇帝哈德良重建耶路撒冷城，但是作为惩罚措施，下令在希伯來曆埃波月九日，即耶路撒冷遭新巴比倫王國和罗马帝國两次攻陷的周年记念日（恰巧是同一日），将耶路撒冷彻底铲平，在原址新建罗马城市爱利亚加比多连，圣殿山上另建罗马神庙；同时将犹太人赶出这一地区，禁止犹太人在耶路撒冷居住。1818年间（130～1948），犹太人不准进入耶路撒冷，從此流浪各地，直到1948年以色列獨立為止。

### 古典时代晚期
此后的5个世纪中，该市一直在罗马帝国的统治之下，君士坦丁一世控制该市期间，耶路撒冷变成一个天主教中心，建造圣墓教堂。羅馬帝國分裂後由東羅馬帝國管治。当时，虽然仍然禁止犹太人居住耶路撒冷，但他们已经开始在每年的埃波月九日来到西墙前哭泣。425年，加利利的猶太人向東羅馬帝國皇帝狄奥多西二世的妻子艾莉婭·歐多琪亞皇后請願，希望猶太人能在第二聖殿遺址旁（西牆）祈禱。皇后答應了他們的請求，猶太人終於得到官方的允許，重新回到耶路撒冷定居。
614年開始，因為波斯薩珊王朝和東羅馬帝國戰爭，安條克、包括耶路撒冷和周边地区多次因此易主。638年，阿拉伯帝国從波斯手中占領聖地耶路撒冷並消滅了波斯薩珊王朝。在691年，阿拉伯哈里发阿卜杜勒-马利克在登霄石，即圣殿山聖殿的原址上建造岩石圆顶。传说在这個地方亚伯拉罕準備以他的儿子作奉獻祭，《圣经》上记载他奉獻的是小兒子以撒（又譯「依撒格」、「易司哈格」），穆斯林認為他奉獻的是大兒子以實瑪利（又譯「依市瑪耳」、「易司馬儀」）。三个世纪后他们又在这里建造阿克萨清真寺。在穆斯林统治初期，在宗教上比较宽容，住在耶路撒冷的基督徒和犹太人在缴纳人頭稅后，可以获得自治权。但1010年，埃及的法蒂玛王朝哈里发哈基姆下令摧毁耶路撒冷所有的基督教堂和犹太会堂。

### 中世紀時期

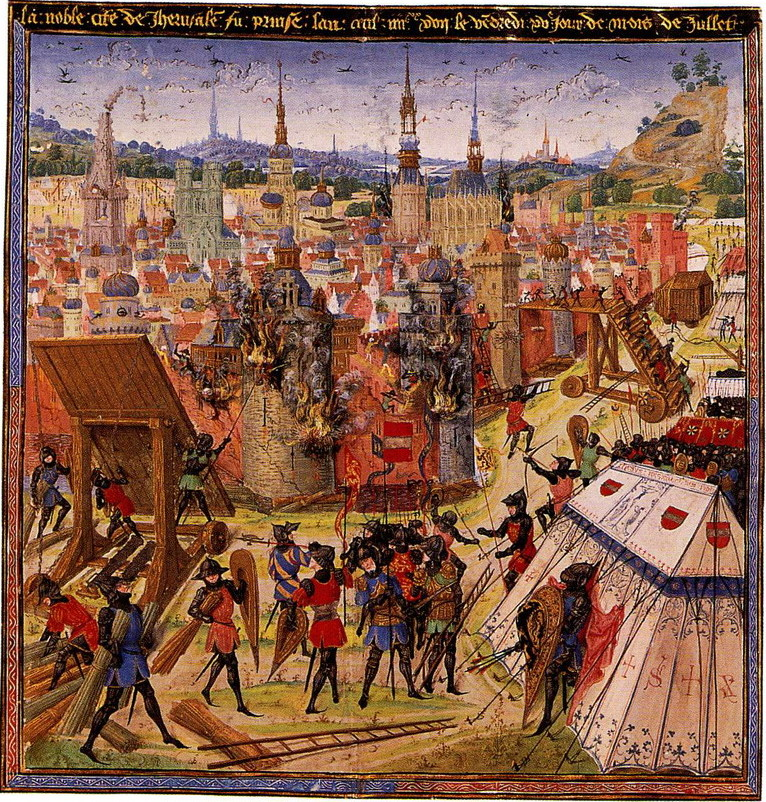
第一次十字军攻占耶路撒冷

1071年塞爾柱帝國在曼齊刻爾特戰役中大勝拜占庭，兩年後（一說五年後）再從法蒂玛王朝手中奪得耶路撒冷，於是教宗烏爾巴諾二世在歐洲號召十字軍為基督徒奪回聖城。1099年，第一次十字军包围了耶路撒冷，一个多月后的7月15日，耶路撒冷被十字军攻佔。十字军进城后，屠杀了城内大多数穆斯林和犹太人，並在这里建立了耶路撒冷王國，穆斯林不准入城。1173年，一个来到耶路撒冷的人写到，耶路撒冷是一座小城市，充满了東正教教徒、亞美尼亞人、希腊人和格鲁吉亚人，只有200名犹太人住在城市的一角。
1187年，埃及穆斯林苏丹萨拉丁又重新占领耶路撒冷。1219年，大馬士革的苏丹下令将城墙销毁。
1228年-1229年，神圣罗马帝国皇帝腓特烈二世组织第六次十字军东征，通过与埃及签定条约，重新得到耶路撒冷。1239年，他开始重建城墙，但不久它们又被拆毁。1243年，基督徒再次占领耶路撒冷，又重建城墙。
1244年，被蒙古帝國亡国的花剌子模王朝在逃亡途中占领耶路撒冷，1247年，花剌子模被埃及人驱逐。1248年—1254年，教宗依诺增爵四世发动第七次十字军，但无法夺回耶路撒冷。
1253年，蒙古第三次西征，擊破多個伊斯蘭國家，1260年，蒙古軍入侵巴勒斯坦，消滅阿尤布王朝，到達加沙，而一些歷史學者認為蒙古人的侵掠延伸至耶路撒冷城內，另一些人認為該城未有被攻下，甚至沒有被圍城。後來埃及馬木留克王朝在阿音札魯特戰役中擊敗西征殘餘的蒙古軍並夺取耶路撒冷，该城的犹太人不得不逃到周围的村庄避难。1291年耶路撒冷王国的最后一个据点阿卡城被马木留克人攻陷，耶路撒冷王国不复存在。

### 鄂圖曼帝国時期

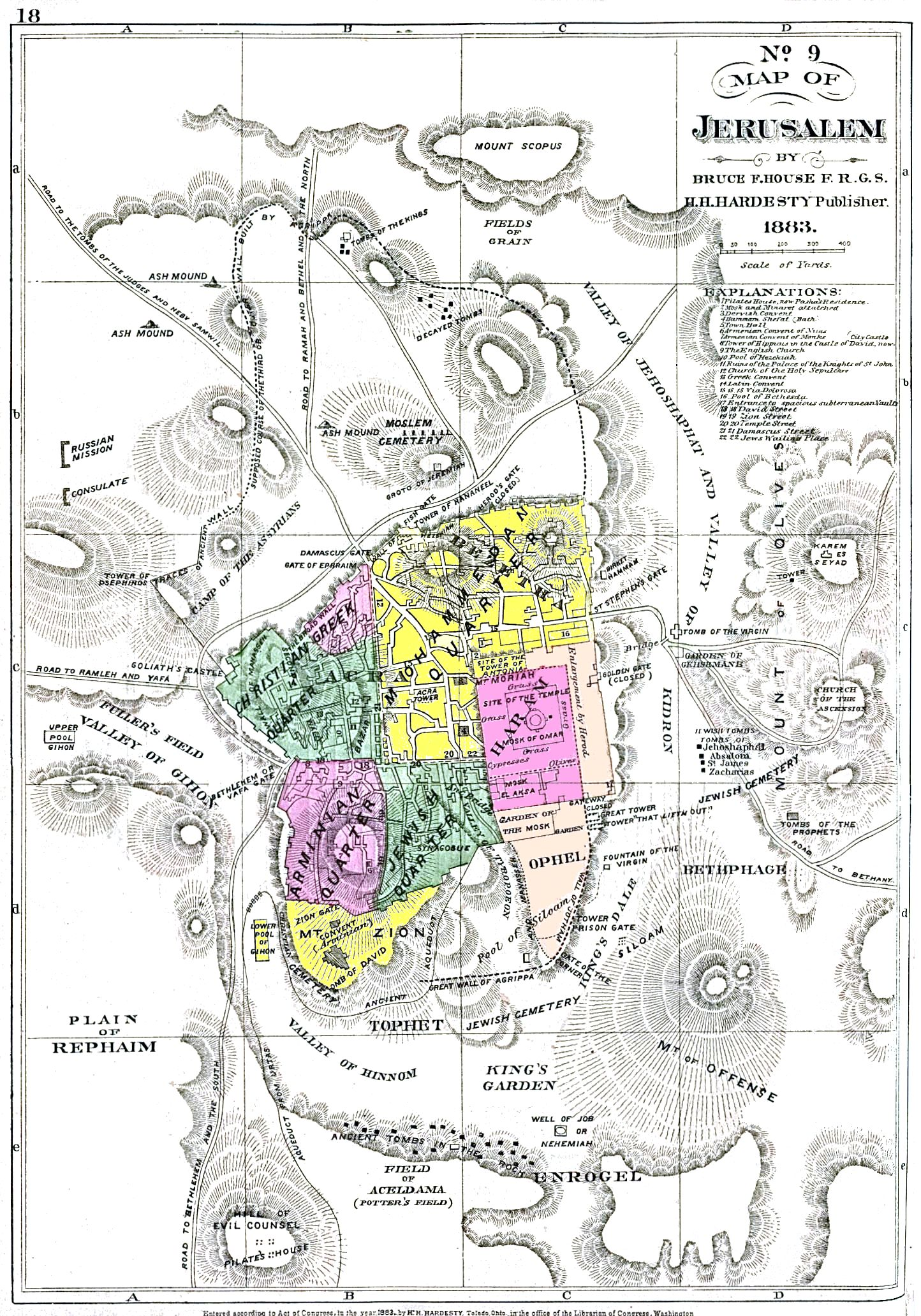
1833年耶路撒冷地图

1517年，鄂圖曼帝国占领耶路撒冷，他们控制该城市直到20世纪，这时耶路撒冷重新开始繁荣，城墙和老城也被重建，城内任何宗教都可以存在，但鄂圖曼帝国后来的无能统治机构使耶路撒冷的经济陷入缓慢的衰退。到18世纪60年代，耶路撒冷的面积只有1平方公里，但已经拥挤不堪。居民开始在城墙外建新城。俄罗斯东正教会在城门外建造一幢大楼。首先开始在城外建造的当地居民是犹太人。其他人模仿他们的榜样开始在城外西部和北部建造新的居民区。最后，这些居民区不断扩大，连接到一起，成为新城。

### 近代
19世纪初，耶路撒冷只有不足8000人口，但依然是一个对犹太教、基督教和伊斯兰教都很重要的城市。城市居民分四个部分：犹太人、基督徒、穆斯林和亚美尼亚人。犹太人主要住在哭墙上方的山坡上（东南），基督徒主要住在圣墓教堂附近（西北），穆斯林主要住在圣殿山附近（东北），亚美尼亚人主要住在西南。虽然这个分化并不绝对，英国管理时期（1917年至1948年）将城市分为四个区的基础。各大宗教内部又包括许多教派，比如圣墓教堂同时归希腊东正教、罗马天主教、亚美尼亚教会、埃及教会和埃塞俄比亚教会使用，各教派之间互相冲突，以至于圣坛的钥匙要交给一个中立的伊斯蘭教阿拉伯家族保管。
19世纪，耶路撒冷发生一些对这座城市产生长期影响的变化，它们的影响一直延伸到今天，而且是阿拉伯人与以色列对耶路撒冷争执的根本。首先是从沙皇俄国、东欧和中东，不断有犹太人为逃避宗教迫害而移居这里，这改变城市内的人口比例。最早的移民是极端正统派的犹太人，其中有一些是老人，他们回到这里，准备死后安葬在橄榄山上；另一些是年轻的学生，他们随同家庭到这里来，等待救世主的来临。与此同时，趁着奥斯曼帝国的衰落，欧洲殖民国家开始将它们的影响伸向耶路撒冷。这也是一个基督教复苏的时期，许多基督教派派传教士来到耶路撒冷，试图转变当地穆斯林和犹太人的信仰，他们相信这可以加速耶穌再次降临人间。最后，欧洲殖民主义与宗教热诚也引起考古学家对《圣经》中所描述的地区，尤其是对耶路撒冷发生兴趣。一些考古队做了一些很引人瞩目的发现，这就更加引起人们对耶路撒冷的兴趣。

耶路撒冷老城天际线

### 英国托管时期（1917年－1948年）
在第一次世界大战后期的1917年，英军中东总司令艾伦比将军向土耳其发动总攻，取得耶路撒冷战役的胜利，占领该城。当1917年12月11日英军占领耶路撒冷时，新城已经形成一片错综复杂的居民区群，每个居民区有一个不同的种族构成。在英国统治下，这个发展继续下去，最后，老城区演变为一个贫穷的老居民区。英国人规定耶路撒冷的建筑外表必须是沙岩做成的，来保护城市原貌。
1922年國際聯盟批准贝尔福宣言，委托英国托管此地，巴勒斯坦从此成为一个正式的名称。后来为人们熟知的巴勒斯坦人，在这个时期和以前包括了当地所有民族：阿拉伯人、犹太人、撒玛利亚人、奥斯曼人等等。英国并帮助在该地区建立一个犹太国家。托管时期该市西部和北部建起了新的花园郊区，并且建立高等教育机构，如希伯来大学创建于1925年。

### 约旦/以色列分治时期（1948年－1967年）

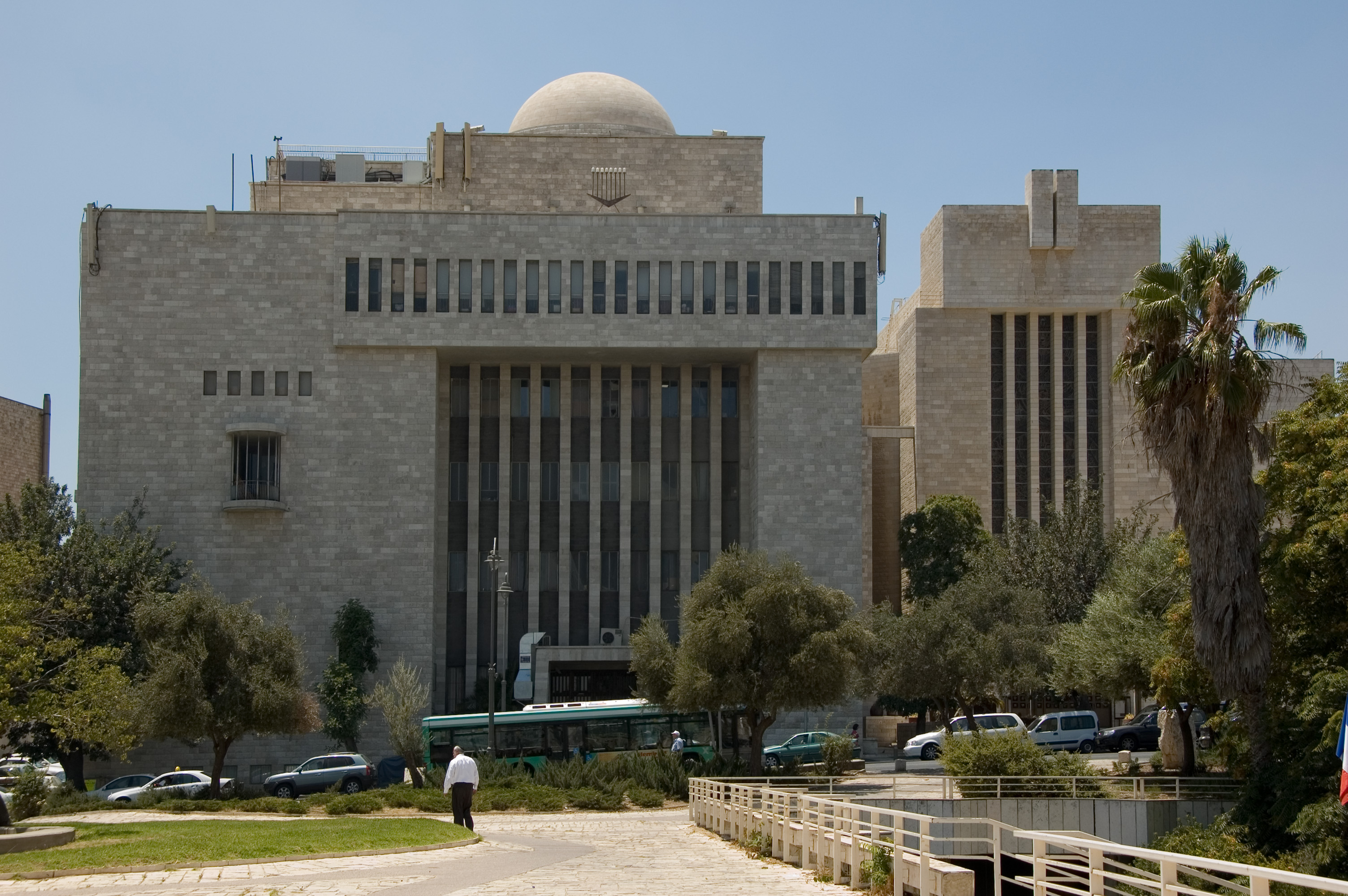
所罗门宫，以色列最高拉比院所在地
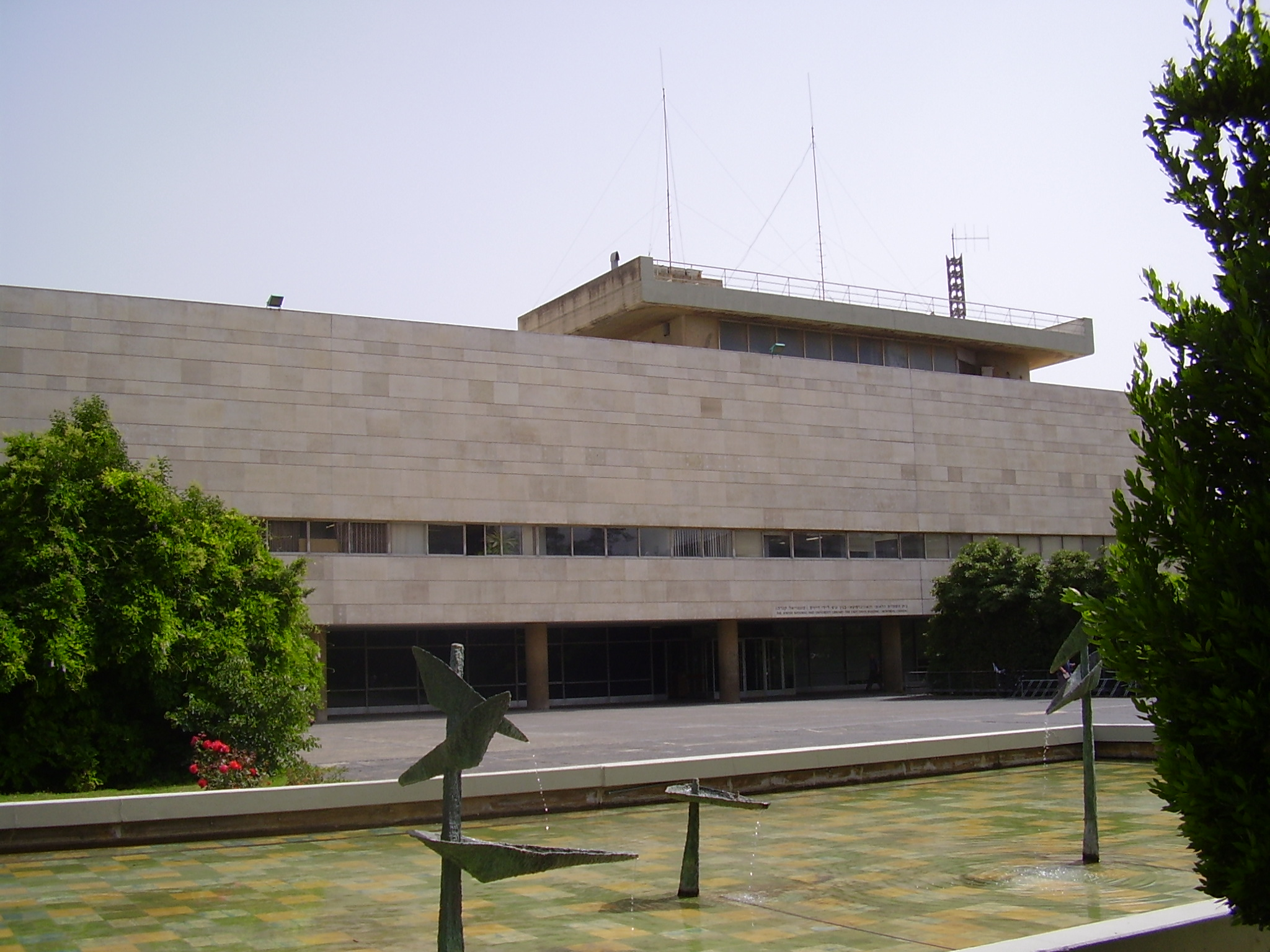
以色列国家图书馆
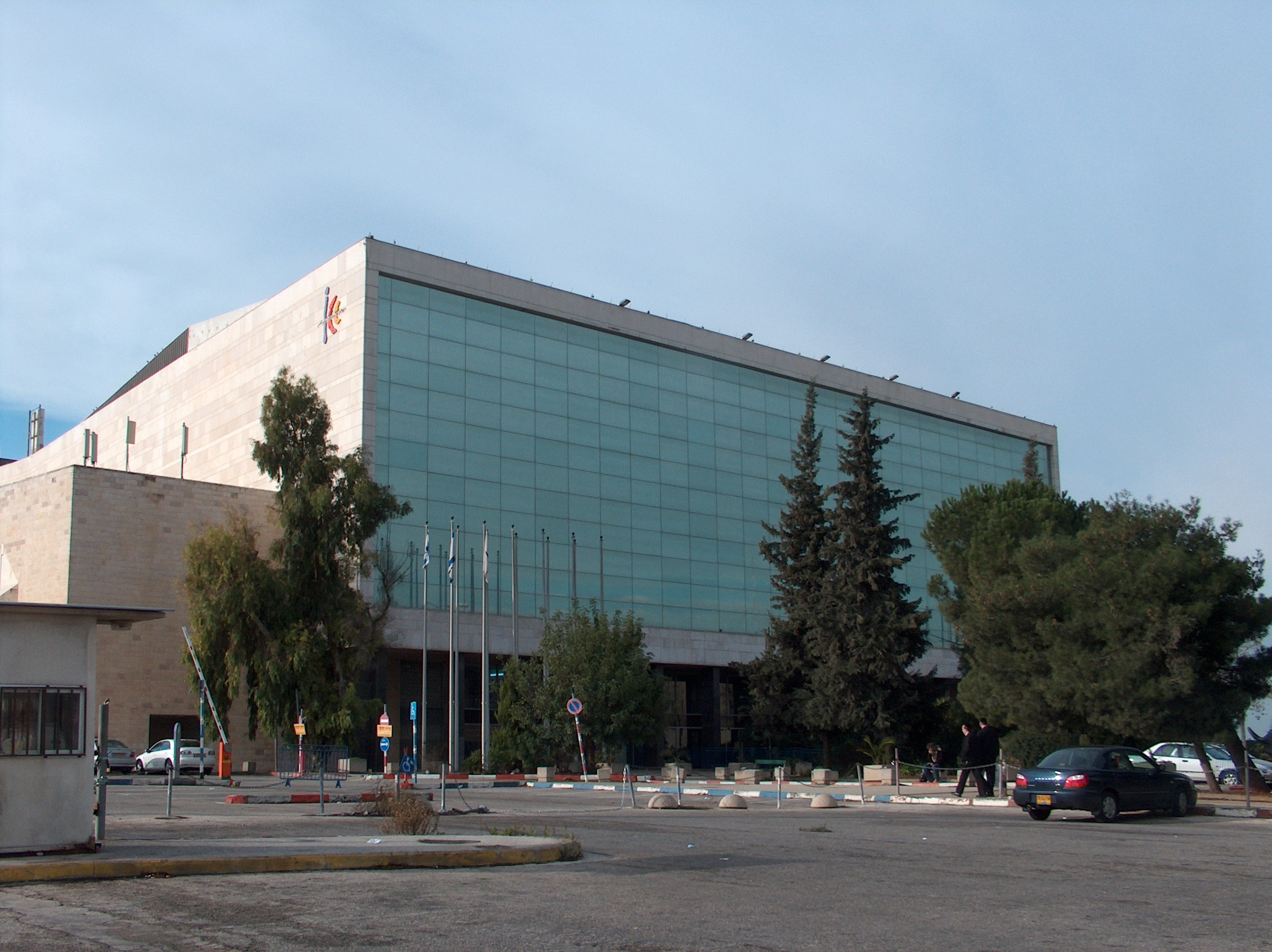
耶路撒冷国际会议中心
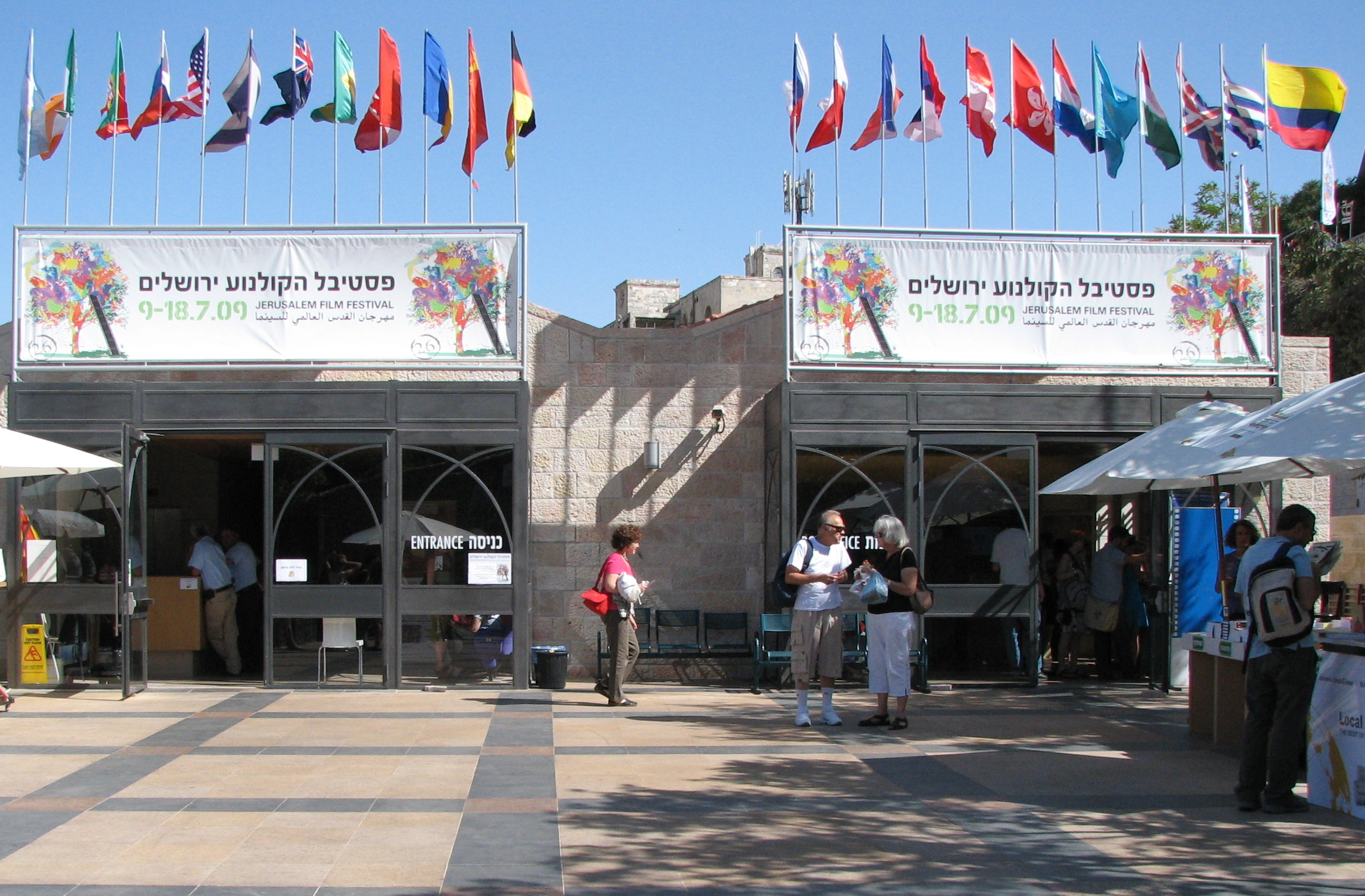
耶路撒冷电影资料馆，存档以色列电影
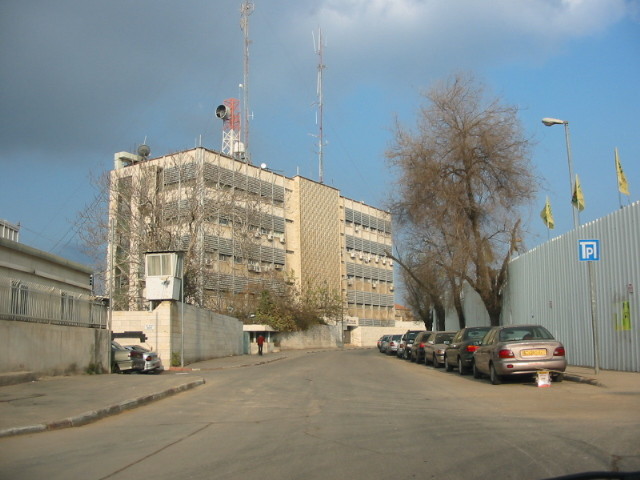
以色列廣播局
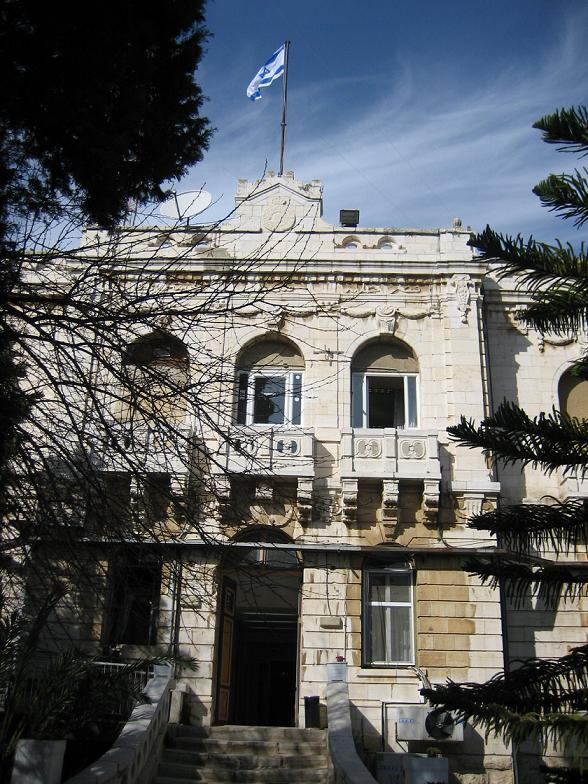
以色列之声，以色列廣播局的广播电台

随着犹太移民的增加，他们和阿拉伯人的冲突也逐渐升级。在第二次世界大战前夕的1939年，英国公布巴勒斯坦白皮书停止犹太人的移民，限制犹太人购买阿拉伯人的土地，准备把巴勒斯坦逐步移交给一个阿拉伯人占多数的当地政府，犹太人可在该政府管辖下高度自治。但是到战后，由于从德国集中营里解放出来的几十万犹太人偷渡来到巴勒斯坦的压力增加，英国既无法妥善处理阿以矛盾，而拒绝接受猶太人大屠殺幸存者又遭到国际舆论的一致谴责，同时犹太人针对英国的暴力活动迅速升级，于是，在1947年2月15日，英国被迫宣布把巴勒斯坦问题转交联合国处理。在进行调查以后，11月29日的联合国大会辩论巴勒斯坦问题，以33票对13票通过分立建国方案，对于耶路撒冷，则计划成立一个联合国管理下的特别国际政权，即不属于犹太人国家也不属于阿拉伯人国家的一部分，不过这个计划从未实现。1948年5月14日以色列宣布建国时，第一次中东战争爆发，战争结束时，耶路撒冷西部被新成立的以色列国占领，而东耶路撒冷（包括老城和西岸）被约旦佔領。除英国和巴基斯坦外，其他国家都没有承认约旦对耶路撒冷东部和西岸的占领。1949年，以色列和约旦签订停战协定，划定的停火线穿过耶路撒冷的市中心。此后直到1967年，东西耶路撒冷分别属于约旦和以色列。1950年，以色列定都西耶路撒冷。同年，东耶路撒冷和約旦河西岸地區被正式合并入约旦王国，许多阿拉伯人持有约旦国护照，并保留至今。

### 1967年，六日战争之后
在1967年六日战争中，以色列占领耶路撒冷东部，立刻开始将整个城市归入以色列控制。它占领了6.4平方公里的原约旦的耶路撒冷和64平方公里的西岸并将这块地方改名为“东耶路撒冷”。被占领地区的居民假如自愿放弃他们的约旦国籍的话可以获得以色列国籍，但大多数人没有接受这个待遇，但是为以色列国的合法永久居民。战后以色列又允许投降的约旦人回到耶路撒冷，管理圣殿山的清真寺，但周围有武装的以色列军警维持治安。
1980年以色列国会制定《基本法：耶路撒冷—以色列的首都》，确定耶路撒冷是以色列“永恆且不可分割的首都”，而巴勒斯坦自治政府也宣布东耶路撒冷将成为未来巴勒斯坦国的首都。

## 宗教意义
耶路撒冷是犹太教、基督教和伊斯兰教，三大宗教的圣城。广义上的伊斯兰教和基督教信徒占据世界人口的将近一半，耶路撒冷因此成为举世瞩目的最重要城市之一。耶路撒冷在3个亚伯拉罕宗教──犹太教、基督教和伊斯兰教以及其他许多较小宗教团体。2000年耶路撒冷统计年鉴显示，耶路撒冷拥有1204座犹太会堂、158座教堂和73座清真寺。不过，耶路撒冷既是宗教之间和平共存的港湾，也引起许多争论，特别是关于圣殿山。

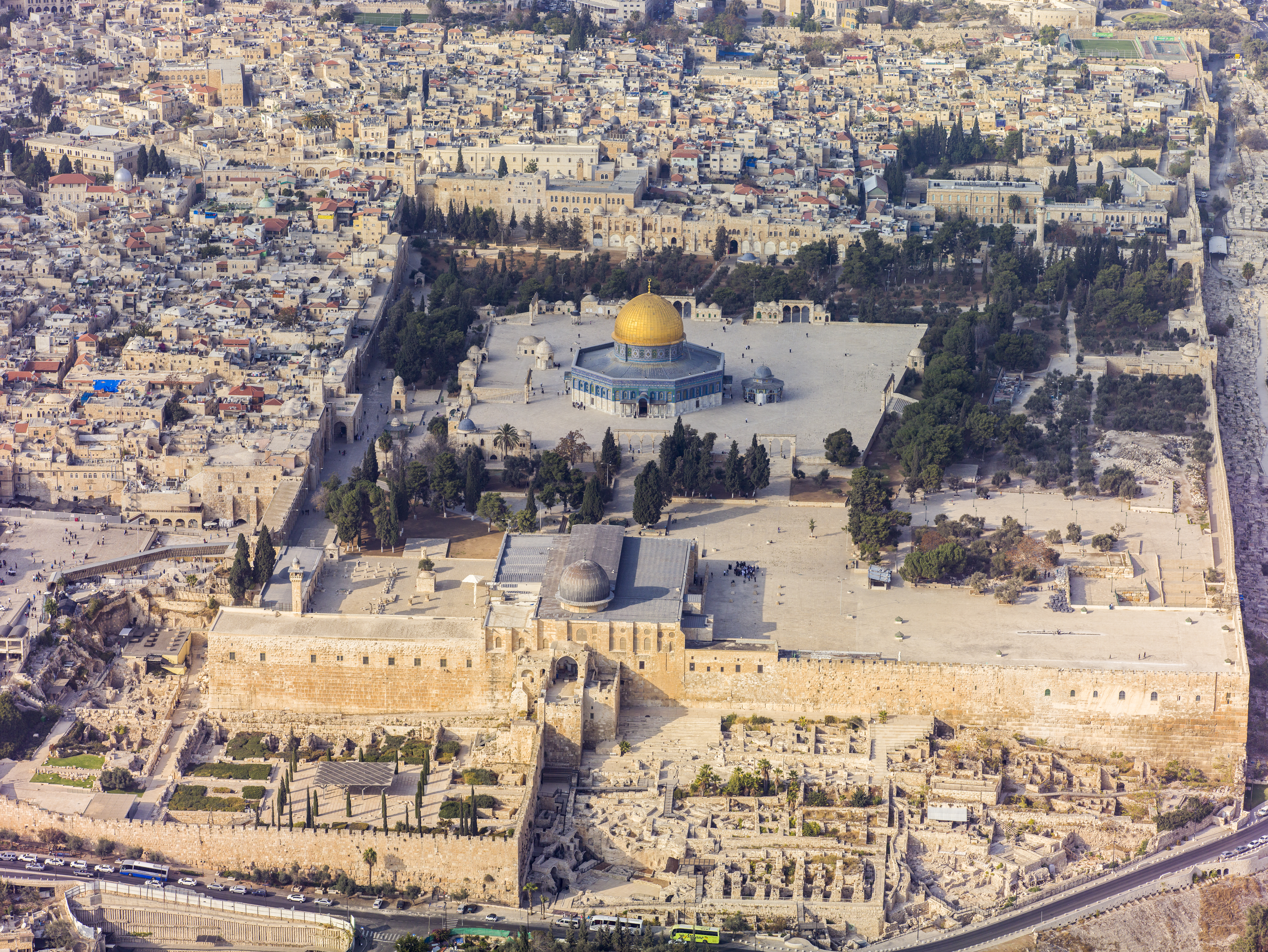
圣殿山航拍图。中间金顶为岩石圆顶。

自从前10世纪，所罗门圣殿（第一圣殿）在耶路撒冷建成，耶路撒冷一直是犹太教信仰的中心和最神圣的城市。耶路撒冷对于犹太教的象征价值始终未变。被毁前的耶路撒冷圣殿内的至圣所藏有約櫃，是犹太教最神圣的所在，只有大祭司一人才有资格一年一次进入至圣所。而以色列全体男丁必须一年三次来到耶路撒冷（逾越节、住棚节和五旬节），过宗教节日。今天，全世界的犹太会堂祈祷时仍要面朝耶路撒冷，建筑如果可能也设计成朝向耶路撒冷，朝向至圣所所在的地方公元70年圣殿被罗马人夷平，仅留下部分圣殿山西侧挡土墙。西墙，作为第二圣殿的残跡，因此成为犹太教除圣殿山以外最神圣的地点。。

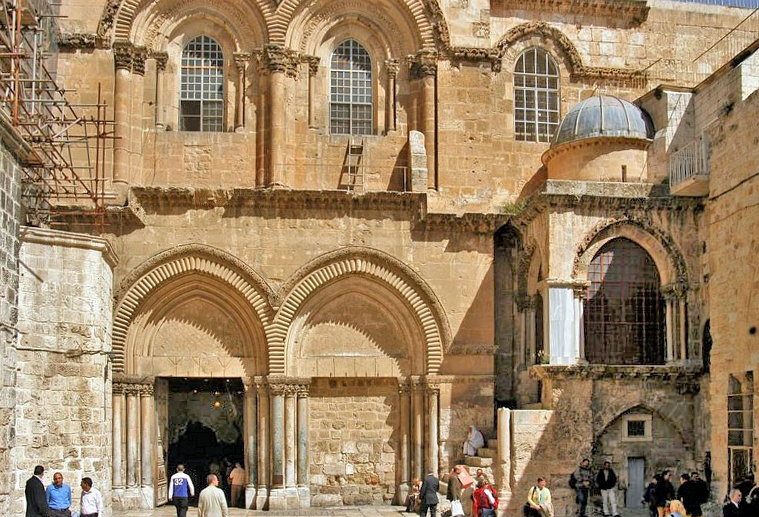
圣墓教堂大门

基督教尊敬耶路撒冷，不仅因为它在旧约中扮演的角色，更因为耶路撒冷是耶稣受难、埋葬和复活的地方。耶稣教导拜神要靠心灵和诚实，“不在这山上，也不在耶路撒冷”。根据福音书记载。耶稣在出生后不久就被带到耶路撒冷，耶稣12岁时就曾随父母上耶路撒冷守逾越节，在他受难前又洁净圣殿。耶稣在耶路撒冷，逾越节期间，度过人生的最后一周。进入耶路撒冷耶稣最后晚餐的地址位于锡安山，紧靠大卫王墓。耶路撒冷老城内还有“苦路”和“苦路十四站”，纪念耶稣背负十字架走向刑场。各各他，就是耶稣被钉十字架的地方，位于今天的圣墓教堂，是老城内最重要的教堂和基督徒朝圣地。約翰福音只是说这地方位于耶路撒冷城外，但最近的考古证据显示各各他位于距离耶路撒冷旧城城墙不远处，就在今天城市范围之内。

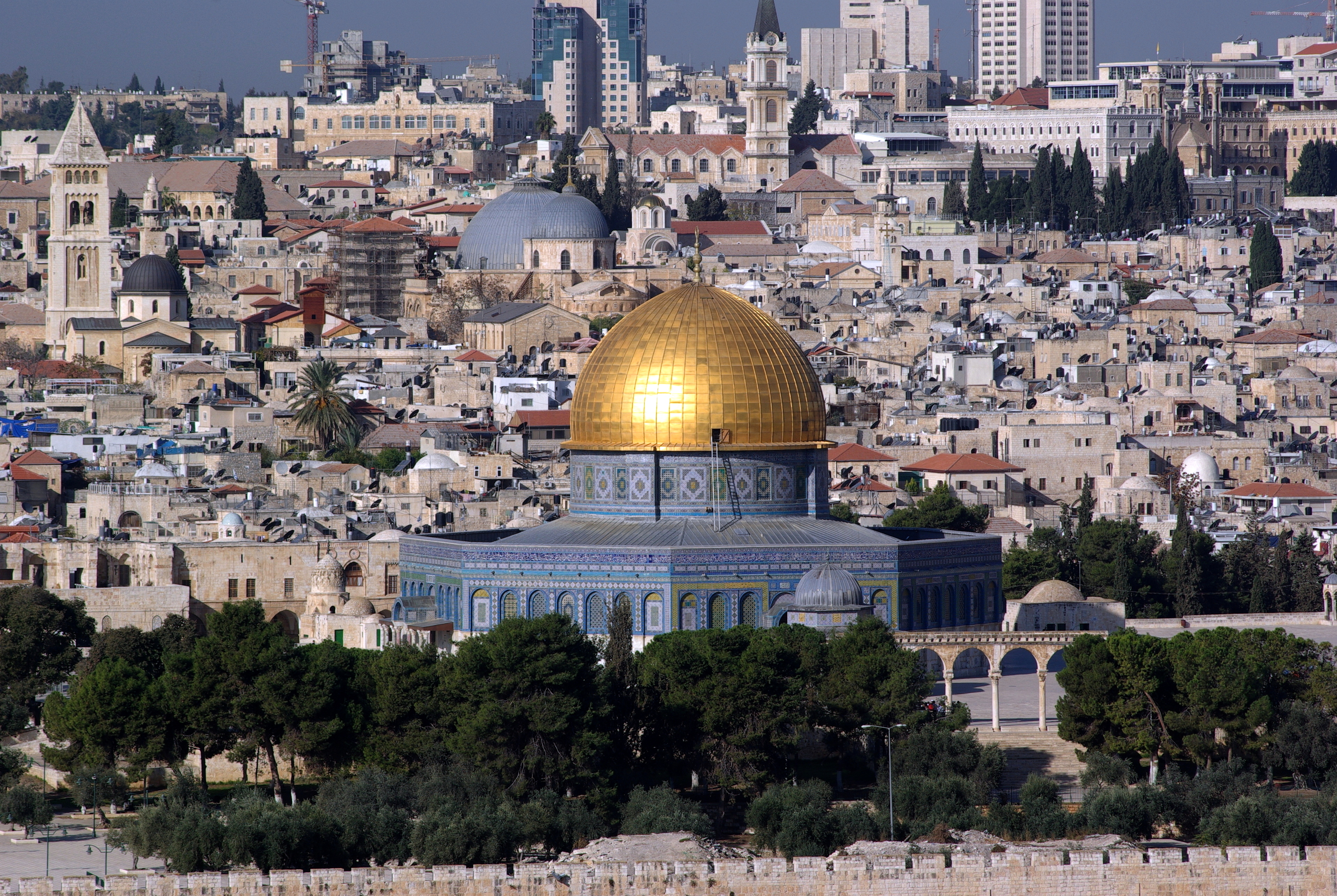
圣殿山上的岩石圆顶

耶路撒冷通常也被认为是伊斯兰教的第三大圣城。在麥加之前，耶路撒冷就是穆斯林祷告的方向。在620年穆罕默德的夜行登霄（穆斯林相信穆罕默德在一个夜里奇蹟般的从麥加来到耶路撒冷圣殿山，升到天堂，会见早先的先知们）之后，耶路撒冷长期被穆斯林控制。《古兰经》17章1节记载穆罕默德夜行前往耶路撒冷的事蹟今日耶路撒冷圣殿山上2座清真寺都为纪念这一事件──在古兰经中提到的是阿克萨清真寺，而穆斯林相信穆罕默德夜行登霄的登霄石就在岩石圆顶。

## 地理

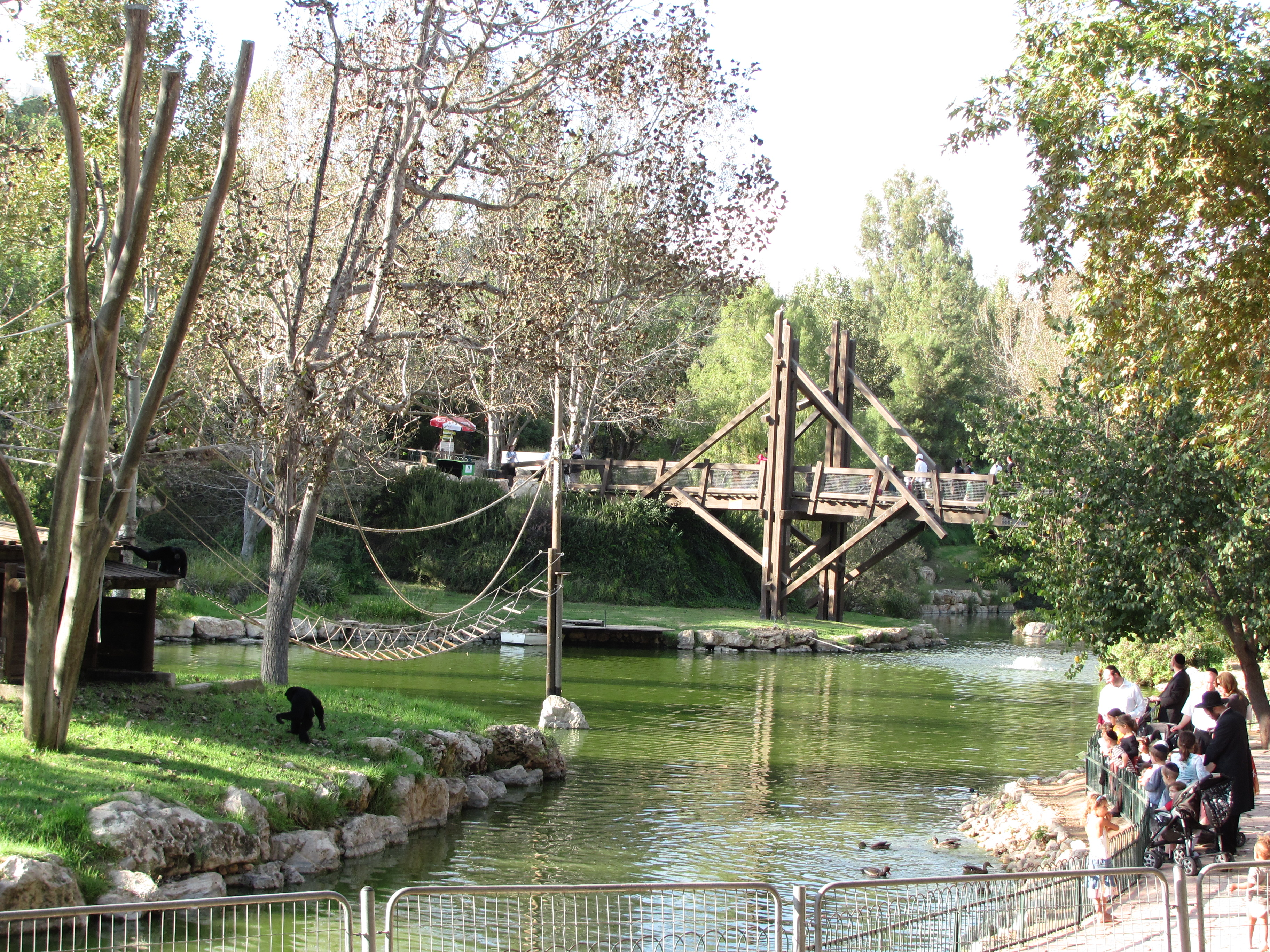
耶路撒冷圣经动物园
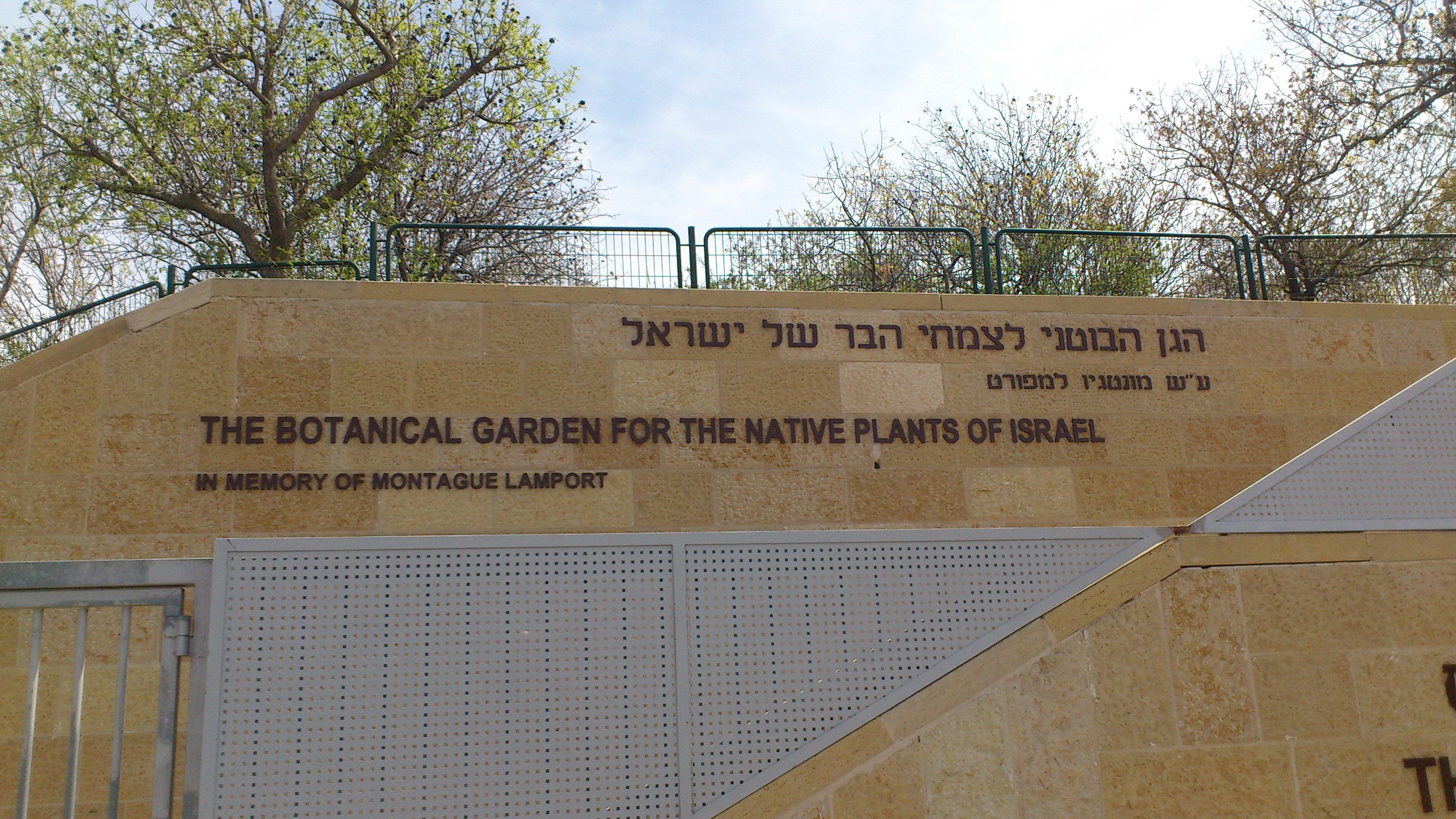
以色列国家植物园
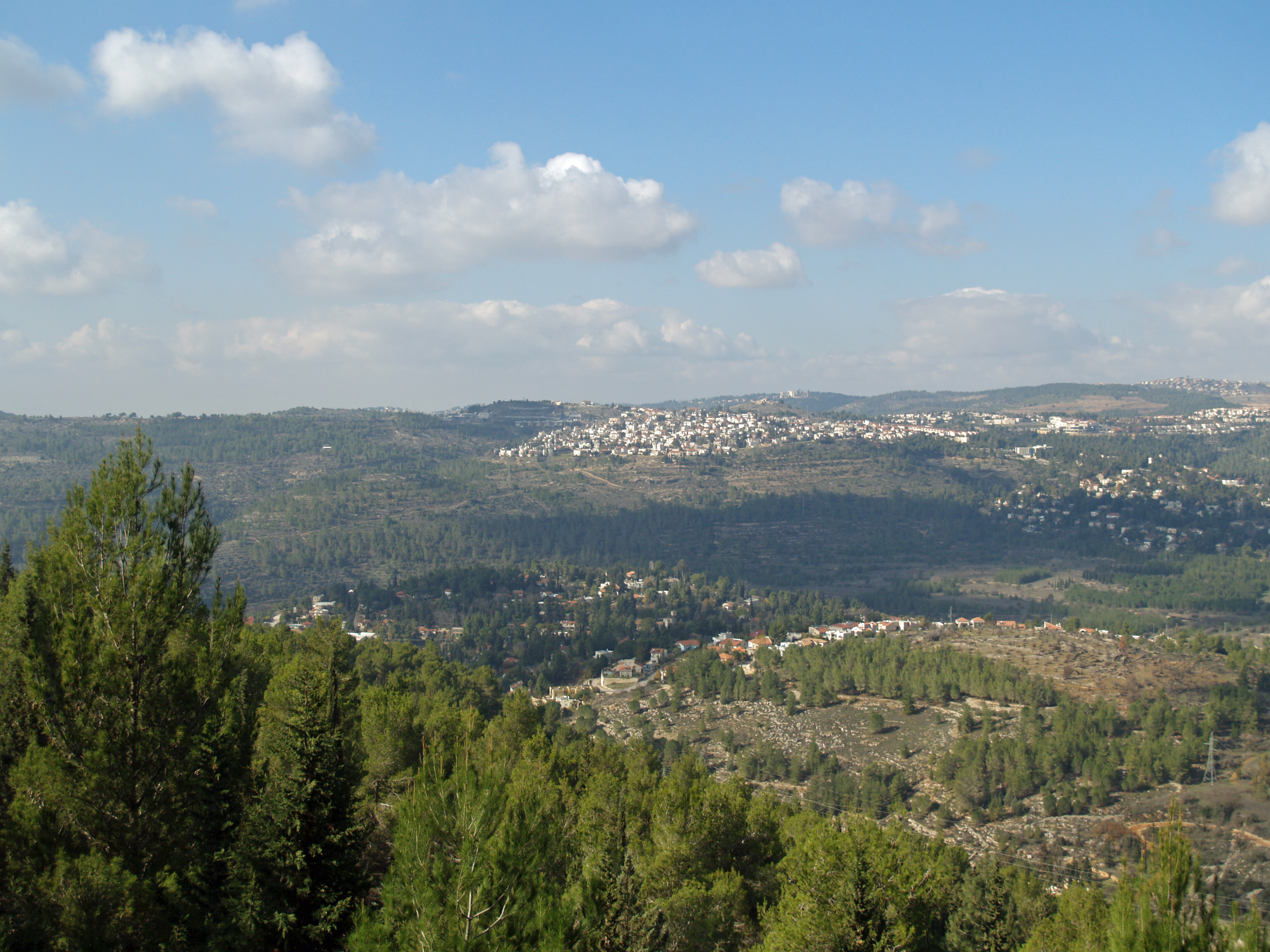
耶路撒冷森林

耶路撒冷的地理坐标是31°47′N 35°13′E / 31.783°N 35.217°E；位於犹大山地南部的高原，包括橄榄山和斯科普斯山。耶路撒冷旧城的海拔高度约为760米。整个耶路撒冷周围被山谷与干涸的河床所包围，只有北面不是十分明显。
在耶路撒冷有3道明显的山谷：汲沦谷、欣嫩子谷和泰罗普河谷，在耶路撒冷城南交叉。汲沦谷经过旧城以东，将橄榄山与城市隔开。欣嫩子谷在耶路撒冷的西面，在圣经末世论中是地狱的象征。泰罗普河谷位于西北方，靠近今天大马士革门的位置，向南-东南注入西罗亚池。今天，泰罗普河谷大部分已被过去数千年来山谷内堆积起来的碎片所掩藏。
耶路撒冷的西面60公里就是特拉维夫和地中海，东面35公里是地球表面的最低点死海。耶路撒冷邻近的城市有南面的伯利恆和拜特贾拉，东面的阿布迪斯和马阿尔阿杜米姆，西面的梅瓦塞莱特锡安（巴拉圭和玻利维亚使馆所在地），北面的吉瓦特扎伊夫。

### 气候
耶路撒冷的纬度位于北回歸線以北，靠近地中海，与以色列大部分地区一样，属于地中海气候。该市地处亚热带，在冬季也很温暖，但降雪不算罕见，通常每年至少会降雪一次。一月是一年中最冷的月份，平均高温为12摄氏度（53华氏度），而一年中最热的月份是七月和八月，平均高温为29摄氏度（84华氏度）年平均降水量接近590毫米（23英寸），从5月到9月的夏季很少降水。
| 耶路撒冷（1881年－2007年）           | 耶路撒冷（1881年－2007年） | 耶路撒冷（1881年－2007年） | 耶路撒冷（1881年－2007年） | 耶路撒冷（1881年－2007年） | 耶路撒冷（1881年－2007年） | 耶路撒冷（1881年－2007年） | 耶路撒冷（1881年－2007年） | 耶路撒冷（1881年－2007年） | 耶路撒冷（1881年－2007年） | 耶路撒冷（1881年－2007年） | 耶路撒冷（1881年－2007年） | 耶路撒冷（1881年－2007年） | 耶路撒冷（1881年－2007年） |
| 月份                                 | 1月                        | 2月                        | 3月                        | 4月                        | 5月                        | 6月                        | 7月                        | 8月                        | 9月                        | 10月                       | 11月                       | 12月                       | 全年                       |
| ------------------------------------ | -------------------------- | -------------------------- | -------------------------- | -------------------------- | -------------------------- | -------------------------- | -------------------------- | -------------------------- | -------------------------- | -------------------------- | -------------------------- | -------------------------- | -------------------------- |
| 历史最高温 °C（°F）                  | 23.4 (74.1)                | 25.3 (77.5)                | 27.6 (81.7)                | 35.3 (95.5)                | 37.2 (99.0)                | 36.8 (98.2)                | 40.6 (105.1)               | 44.4 (111.9)               | 37.8 (100.0)               | 33.8 (92.8)                | 29.4 (84.9)                | 26 (79)                    | 44.4 (111.9)               |
| 平均高温 °C（°F）                    | 11.8 (53.2)                | 12.6 (54.7)                | 15.4 (59.7)                | 21.5 (70.7)                | 25.3 (77.5)                | 27.6 (81.7)                | 29.0 (84.2)                | 29.4 (84.9)                | 28.2 (82.8)                | 24.7 (76.5)                | 18.8 (65.8)                | 14.0 (57.2)                | 21.5 (70.7)                |
| 日均气温 °C（°F）                    | 9.1 (48.4)                 | 9.5 (49.1)                 | 11.9 (53.4)                | 17.1 (62.8)                | 20.5 (68.9)                | 22.7 (72.9)                | 24.2 (75.6)                | 24.5 (76.1)                | 23.4 (74.1)                | 20.7 (69.3)                | 15.6 (60.1)                | 11.2 (52.2)                | 17.5 (63.5)                |
| 平均低温 °C（°F）                    | 6.4 (43.5)                 | 6.4 (43.5)                 | 8.4 (47.1)                 | 12.6 (54.7)                | 15.7 (60.3)                | 17.8 (64.0)                | 19.4 (66.9)                | 19.5 (67.1)                | 18.6 (65.5)                | 16.6 (61.9)                | 12.3 (54.1)                | 8.4 (47.1)                 | 13.5 (56.3)                |
| 历史最低温 °C（°F）                  | −6.7 (19.9)                | −2.4 (27.7)                | −0.3 (31.5)                | 0.8 (33.4)                 | 7.6 (45.7)                 | 11 (52)                    | 14.6 (58.3)                | 15.5 (59.9)                | 13.2 (55.8)                | 9.8 (49.6)                 | 1.8 (35.2)                 | 0.2 (32.4)                 | −6.7 (19.9)                |
| 平均降雨量 mm（）                    | 133.2 (5.24)               | 118.3 (4.66)               | 92.7 (3.65)                | 24.5 (0.96)                | 3.2 (0.13)                 | 0 (0)                      | 0 (0)                      | 0 (0)                      | 0.3 (0.01)                 | 15.4 (0.61)                | 60.8 (2.39)                | 105.7 (4.16)               | 554.1 (21.81)              |
| 平均降雨天数                         | 12.9                       | 11.7                       | 9.6                        | 4.4                        | 1.3                        | 0                          | 0                          | 0                          | 0.3                        | 3.6                        | 7.3                        | 10.9                       | 62                         |
| 平均相對濕度（％）                   | 72                         | 69                         | 63                         | 58                         | 41                         | 44                         | 52                         | 57                         | 58                         | 56                         | 61                         | 69                         | 58                         |
| 月均日照時數                         | 192.2                      | 226.3                      | 243.6                      | 267.0                      | 331.7                      | 381.0                      | 384.4                      | 365.8                      | 309.0                      | 275.9                      | 228.0                      | 192.2                      | 3,397.1                    |
| 来源1：Israel Meteorological Service |                            |                            |                            |                            |                            |                            |                            |                            |                            |                            |                            |                            |                            |
| 来源2：日照時數資料取自香港天文台    |                            |                            |                            |                            |                            |                            |                            |                            |                            |                            |                            |                            |                            |

耶路撒冷的空氣污染主要来自于交通污染，特别集中于东耶路撒冷。耶路撒冷的许多主要街道无法适应交通量的增长，意味着司机被迫要在路上花费更多时间，将更多的一氧化碳释放到空气中。市内的工业污染很少，但是以色列地中海沿岸的工厂的污染物有可能向东传播到该市。
自从英国托管巴勒斯坦时期起，新建建筑物编号开始全部使用耶路撒冷石建造。尽管这些编号增加了建筑的费用，耶路撒冷石给这座城市带来独特、古旧的外观。

## 人口
| 年度 | 人口    |
| ---- | ------- |
| 1844 | 15,510  |
| 1896 | 45,420  |
| 1922 | 62,578  |
| 1931 | 90,053  |
| 1944 | 157,000 |
| 1948 | 165,000 |
| 1967 | 263,307 |
| 1980 | 407,100 |
| 1990 | 524,400 |
| 2000 | 657,500 |
| 2005 | 706,400 |

1856年至1880年间，移民到巴勒斯坦的犹太人增加了一倍多，其中大部分定居在耶路撒冷。这些移民大部分是来自东欧的阿什肯纳兹犹太人。
根據1914年奥斯曼帝国的人口普查数据显示，耶路撒冷卡扎的总人口为120921人，其中穆斯林人數為70270人（占58%），犹太人人數為18190人（占15%）。英国在1919年进行的一项调查指出，耶路撒冷大多数犹太人主要是猶太教正統派，少数人是犹太复国主义者。在《贝尔福宣言》发表后的1919年至1923年期间，耶路撒冷的犹太人口与巴勒斯坦地区的犹太人口进一步增加。
2006年5月，耶路撒冷的人口为724,000人，其中65%为犹太人，32%为穆斯林，2%为基督徒。2005年，耶路撒冷接受了2,450名外来移民，其中四分之三来自美國、法国和前苏联成员国。在以色列国内，迁入耶路撒冷的人数远低于迁出耶路撒冷的人数。2005年，有1万多名以色列公民迁入耶路撒冷，同一时期有16,000人离开耶路撒冷。基本上，耶路撒冷的人口继续上升是由于高出生率，特别是来自阿拉伯和猶太教极端正统派的群体（高于全国平均出生率）。耶路撒冷的出生率达到4.02，远高于该地区其他城市，超过特拉维夫的2倍（1.98），以色列全国平均出生率为2.90。耶路撒冷18万个家庭的平均规模达到3.8人。
2005年，耶路撒冷居民的总数增长了13,000人（1.8%），同样高于以色列全国平均水平。该市还在继续增长之中，其宗教与种族构成也正在改变。尽管犹太人仍佔人口的多数，但在15岁以下儿童中犹太人只占31%。这数据证明过去40年中，犹太人在耶路撒冷和全以色列的比重已经下降。在六日战争爆发的1967年，犹太人占人口的74%，比2006年高9个百分点。一个可能的原因是该市的保守主义高涨。许多离开该市的是年轻人或属于不太保守的犹太教教派；他们在特拉维夫和海法等沿海城市定居下来。
人口统计和犹太-阿拉伯民族裂痕仍然是耶路撒冷争论的主要话题。1998年，耶路撒冷发展权利机构主席甚至建议将城市边界向西扩展，以包含更多犹太人为主的地区。

## 政府
现任市长摩西·利翁在2018年當選。
耶路撒冷市议会有31名选举产生的成员，其中包括一名市长和6名副市长。市议会的其余成员是不领薪水的志愿者（pro bono publico）。议员们大部分辩论和协商在私下进行，但耶路撒冷市议会每个月召开一次公开会议。在内，保守派宗教政党是一个強大的勢力，占席位的大多数。耶路撒冷市属于耶路撒冷区，是该区的首府。

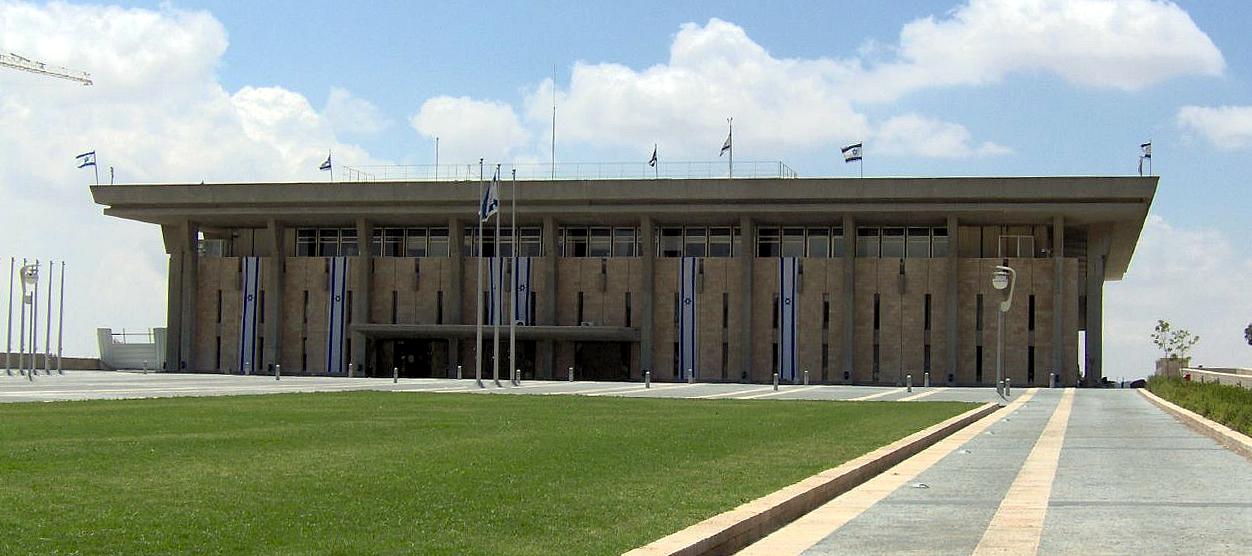
以色列國會
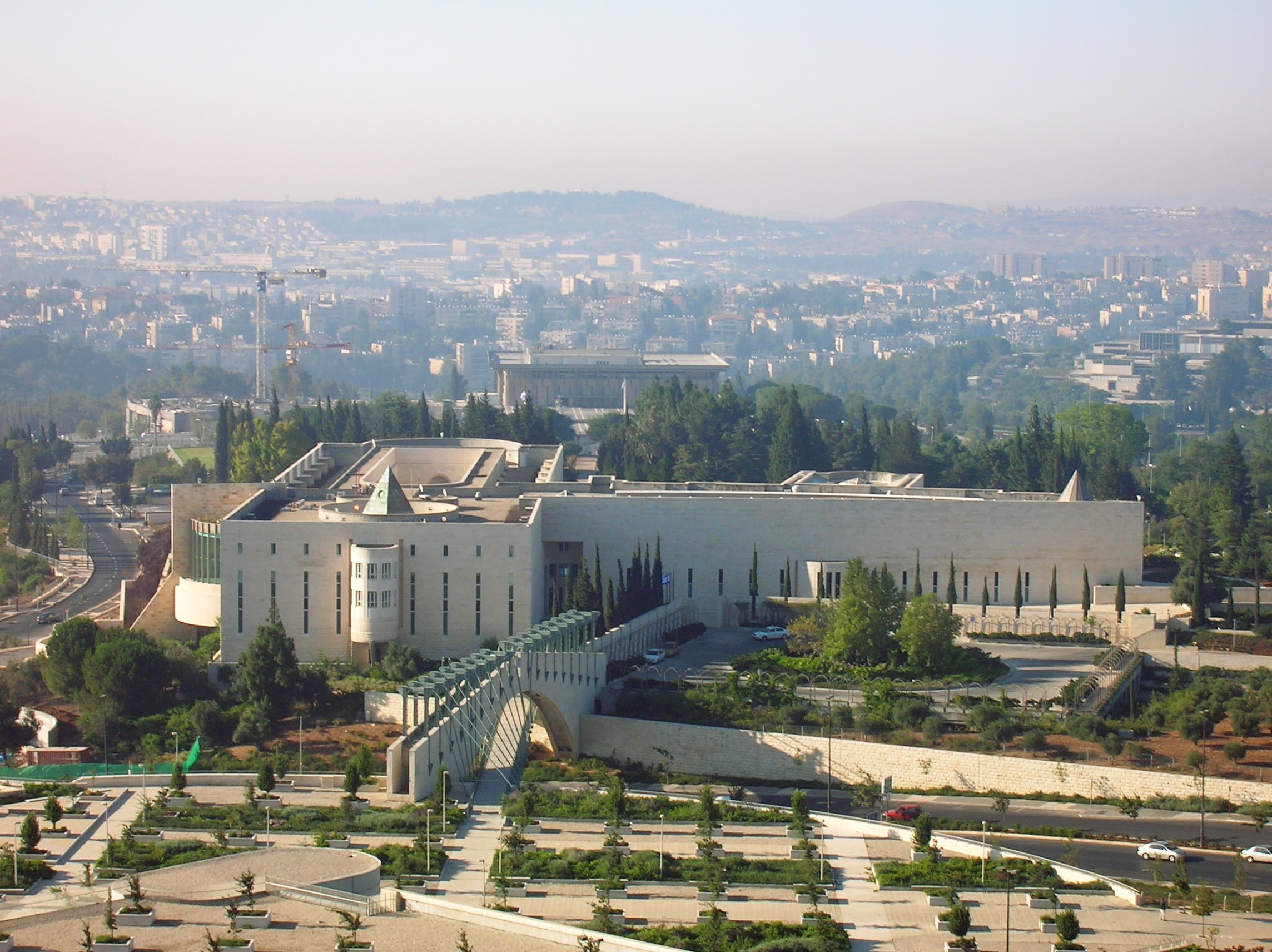
以色列最高法院
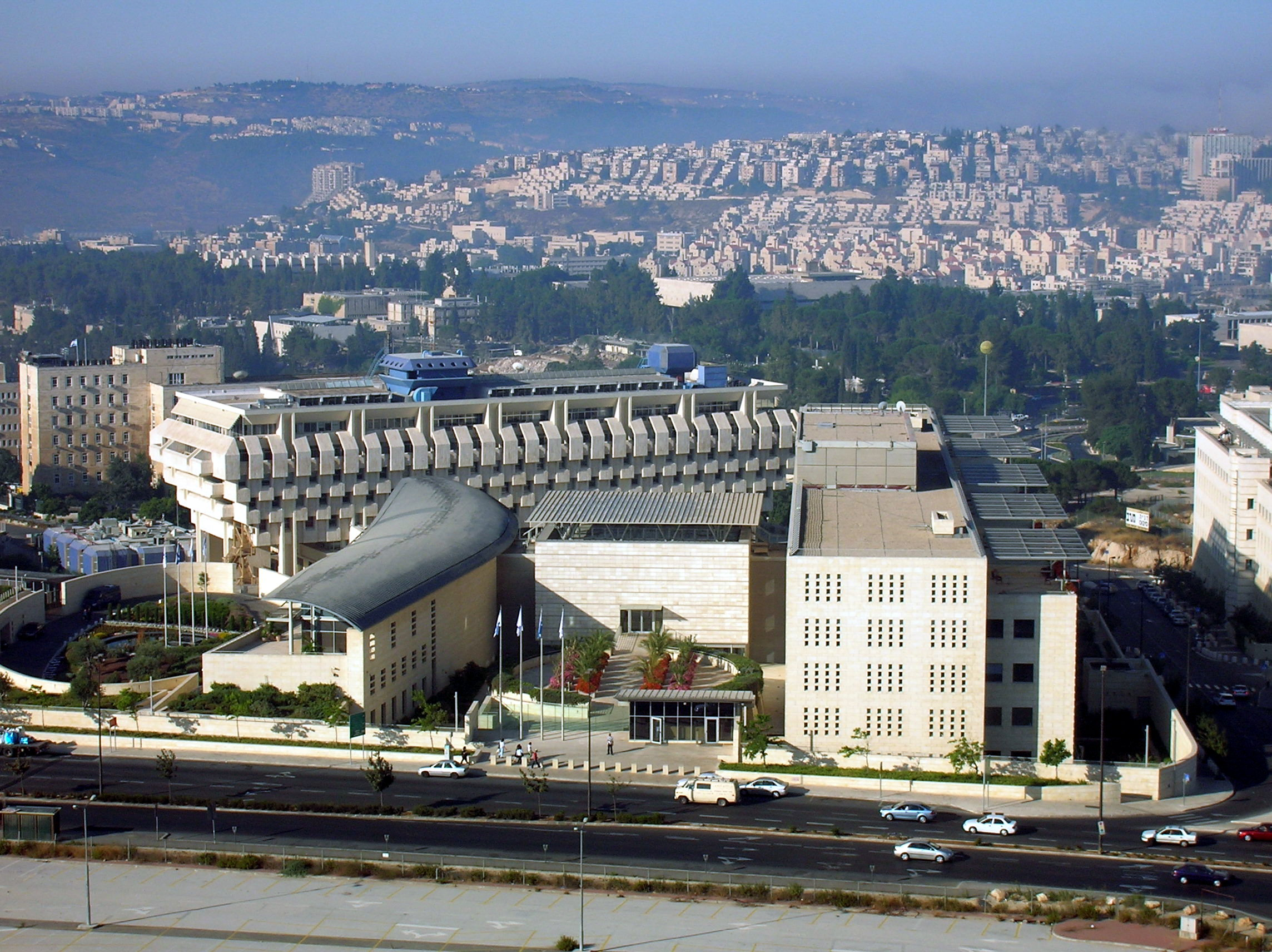
以色列外交部
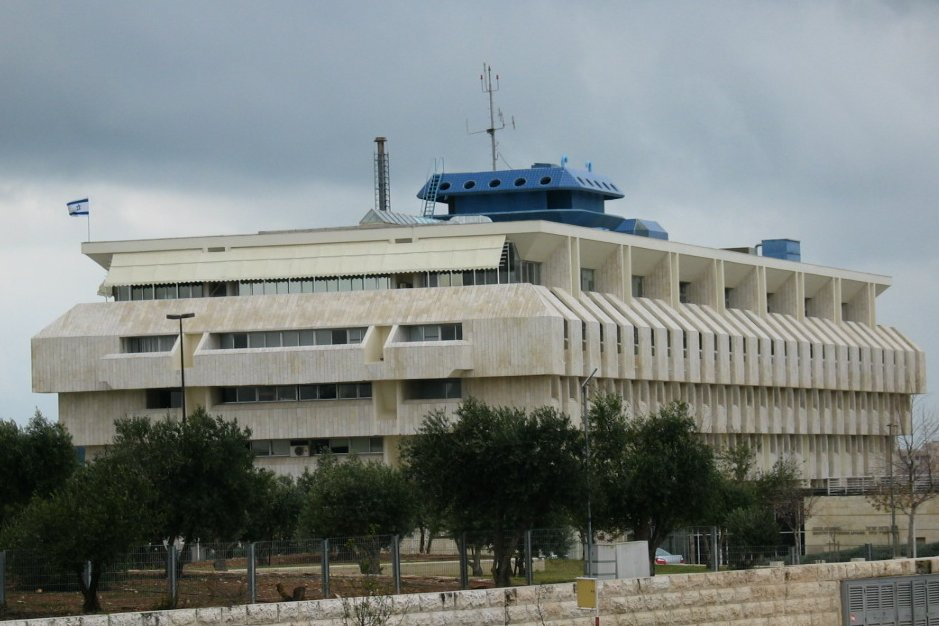
以色列银行
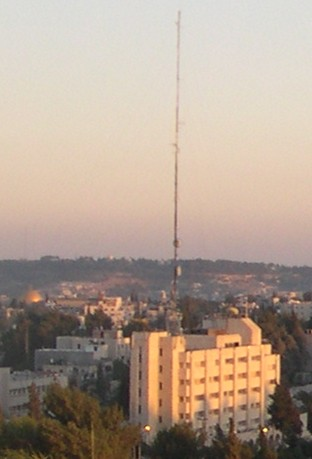
以色列警察全国总部
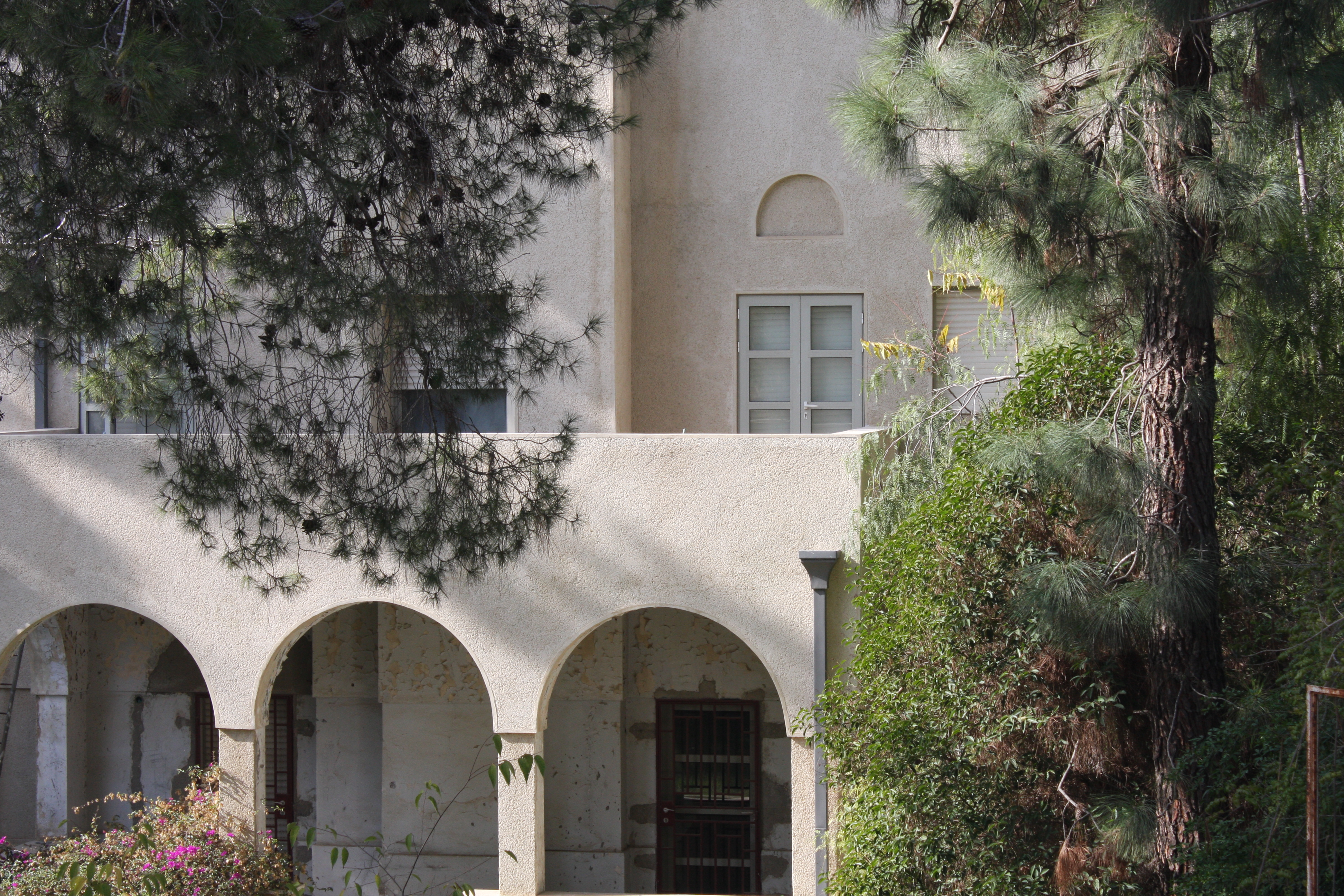
以色列总理官邸
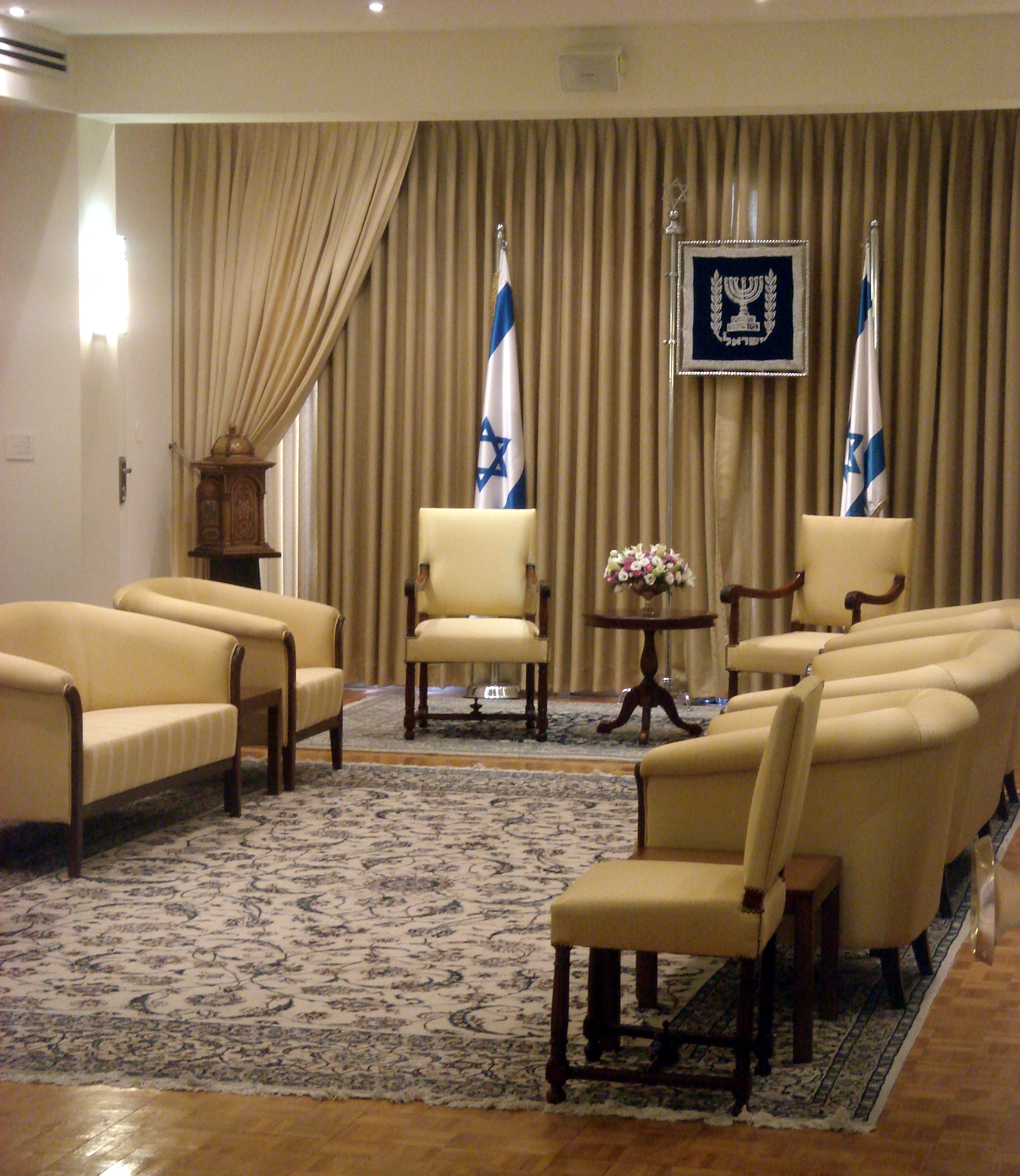
以色列總統官邸會客室

### 成為以色列首都
1950年，以色列宣布耶路撒冷为首都，此后，以色列政府的所有部门——立法机关、司法机关和行政机关，包括總統府和总理府——均设在耶路撒冷市内。当时耶路撒冷分为2部分，分别由以色列和约旦管理，只有西耶路撒冷作为以色列的首都。1967年六日战争后，以色列占领东耶路撒冷。
1980年7月30日，以色列議會批准新法，即《基本法：耶路撒冷——以色列首都》，宣布耶路撒冷（包括西耶路撒冷和东耶路撒冷）是以色列「永恒的与不可分割的首都」，但聯合國依《第181號決議》認定耶路撒冷為獨立政治主體，由聯合國代管，以色列政府對當地並無統治權。因此，耶路撒冷作為以色列國都的地位並未得到國際承認。隨後，聯合國頒布《安全理事會第478號決議》（14票赞成，0票反对，1票弃权），宣布《以色列基本法》中對於在耶路撒冷定都的相關規定應受無效宣告，并要求各成员国必须从该市撤出外交代表，以為處分措施。但在《478号决议》之前，大部分大使馆已设在以色列公認首都特拉维夫。在耶路撒冷设立大使馆的少数国家中，大部分按照决议，下令将大使馆迁往特拉维夫。2006年8月16日和26日，最后2个在耶路撒冷市内设立大使馆的联合国成员国──哥斯达黎加和萨尔瓦多先后宣布将大使馆迁往特拉维夫。不过，在耶路撒冷郊外的梅瓦塞莱特锡安，设有巴拉圭和玻利維亞的大使馆。耶路撒冷市内设有美国和意大利的总领事馆。
美国国会在1995年以絕大多數通过了耶路撒冷大使馆法案，其中參議院93票支持、5票反對，眾議院374票支持、37票反對，提議将美国驻以色列大使馆从特拉维夫迁到耶路撒冷。但是根據美國憲法，國會並無干預外交政策的權利，故此項法案內容有違憲之嫌。
2017年12月6日美国总统特朗普在白宫发表演讲，正式宣布承认耶路撒冷为以色列首都，并且宣布将美国驻以色列大使馆迁至耶路撒冷的计划。
耶路撒冷城墙以内的区域，19世纪末以前的整个城市，现在的耶路撒冷旧城於1982年被收錄於世界遗产名錄內。
2017年12月13日，伊斯蘭合作組織在土耳其召開緊急高峰會，會中呼籲國際社會承認東耶路撒冷是巴勒斯坦首都。
2017年12月21日，联合国大会以压倒性多数投票通过一项决议，认定任何宣称改变耶路撒冷地位的决定和行动“无效”。
2018年5月14日，美國驻以色列大使馆在耶路撒冷的新館正式啟用，時任美國總統川普的女兒伊凡卡·川普及猶太裔女婿贾里德·库什纳代表川普參加啟用儀式。自2018年3月30日，憤怒的巴勒斯坦人於加薩走廊發動為期6周的「偉大的回歸遊行」（The Great March of Return），以巴衝突在美國大使館啟用這一天（以色列建國70年紀念日）達到高峰，據加沙衛生部統計，已有52名巴勒斯坦人遭以色列軍隊射殺身亡，逾2400人受傷。

## 文化
虽然耶路撒冷主要是以宗教圣地而闻名世界，不过该市同样也拥有许多的文化艺术场所。以色列博物馆是耶路撒冷最重要的艺术博物馆，每年吸引将近100万游客，其中三分之一来自以色列国外。80,000平方公尺博物馆包括几个艺术机构，主要收藏来自全世界考古学、雕塑和传统艺术品。以色列博物馆最著名的人文类收藏品是死海古卷（1947年，发现于死海旁边的昆兰）；死海古卷收藏在博物馆的“圣书之龛”中。这座博物馆在本地区儿童教育中也扮演重要角色，每年有10万名儿童参观博物馆的青少年部。以色列博物馆在耶路撒冷市内拥有3个附属的艺术博物馆—洛克菲勒考古博物馆（前巴勒斯坦考古学博物馆）、蒂肖博物馆和佩里艺术中心。洛克菲勒博物馆开放于1938年，位于东耶路撒冷，收藏有20世纪上半叶发现的史前器物。蒂肖博物馆位于耶路撒冷市中心，主要收藏以色列艺术家安娜·蒂肖的作品。
犹太大屠杀纪念馆是以色列参观者最多的景点之一，面积4200平方公尺，馆内有世界最大的有关大屠杀信息的图书馆，估计超过10万本书籍或论文。博物馆从犹太观点叙述大屠杀。其他博物馆收藏幸存者的艺术品。除此以外还有大屠杀遇难者的纪念地；每年大屠杀纪念日这些地方都举行纪念活动。犹太大屠杀纪念馆是一个研究与教育机构，游客在此可以对犹太大屠杀事件进行反思。
耶路撒冷交响乐团是该市著名的管弦乐队，创立于1940年代。该乐队不仅在耶路撒冷表演，也在全世界城市，包括維也納、法兰克福和纽约市。在从耶路撒冷老城步行距离之内，有一个文化区，包括可汗剧院，该市唯一的保留剧目剧院，以及耶路撒冷表演艺术中心，每年举办150多场音乐会。耶路撒冷音乐中心等卓越设施和巴勒斯坦民族剧院。巴勒斯坦民族剧院创建于1984年，起初是东耶路撒冷唯一的艺术文化机构今天仍然只上演巴勒斯坦观点的作品。
自从1961年起，每年夏天举办全国性的“以色列节”，会出现许多国际艺术家和街头表演者。耶路撒冷主办了其中大部分节日的表演活动。另外，2000年以后，同性戀社群在當地舉辦骄傲游行，引起了穆斯林、犹太人和基督徒的一致不滿，担心“亵渎圣地”；甚至发生了流血事件，以致负责保护游行队伍的警察，请求当局取消这次游行。

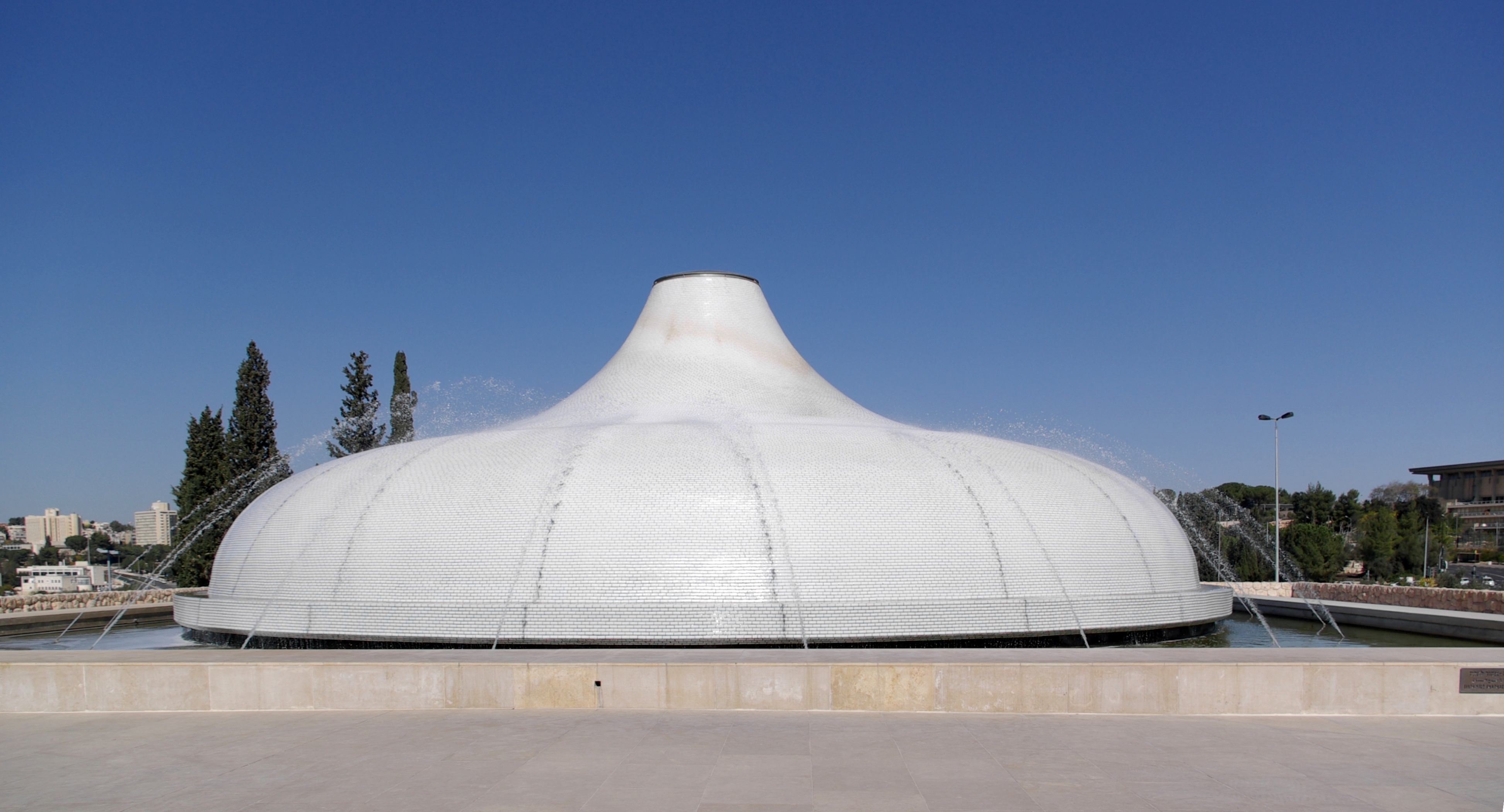
以色列博物館
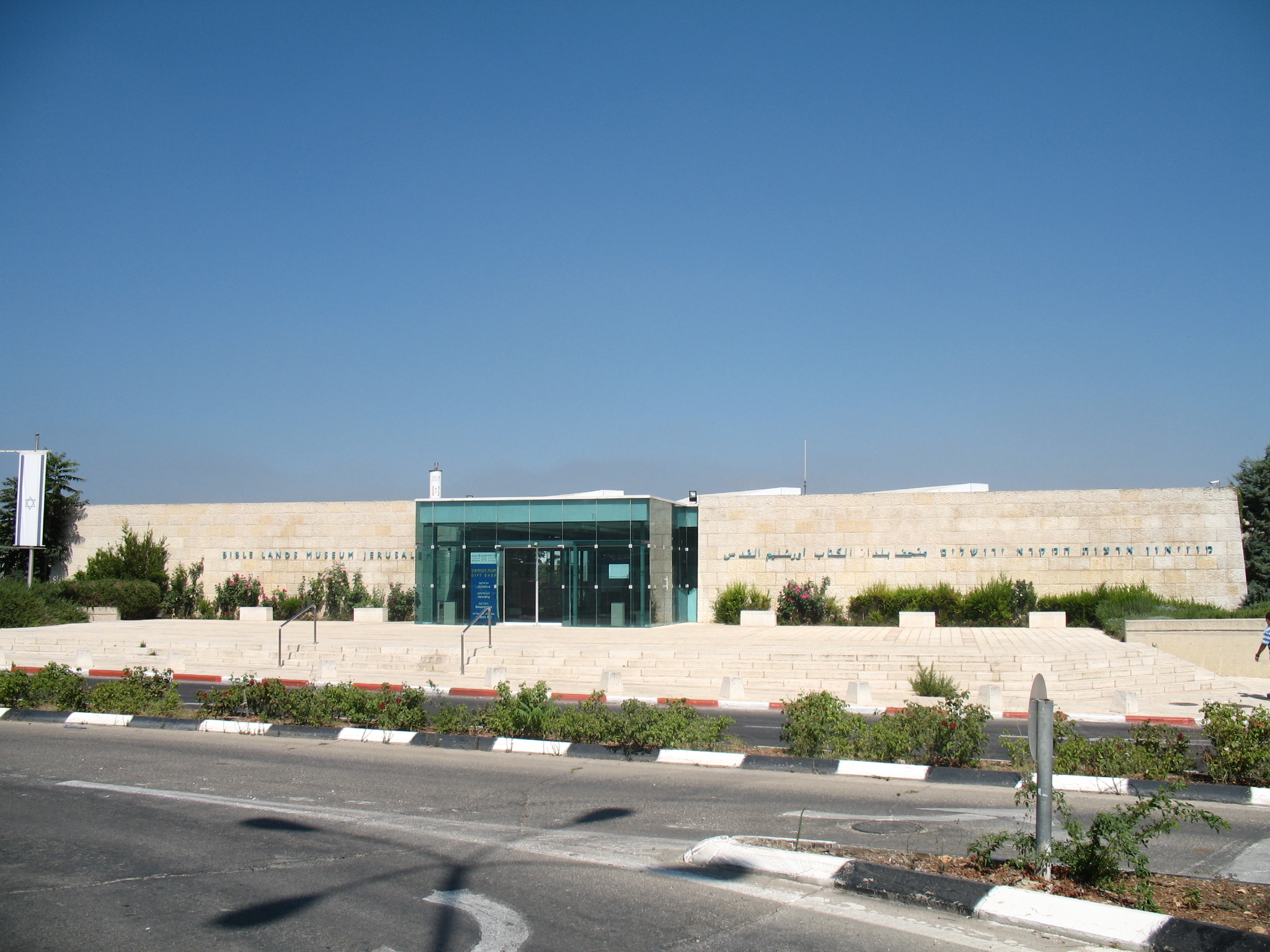
圣经地博物馆
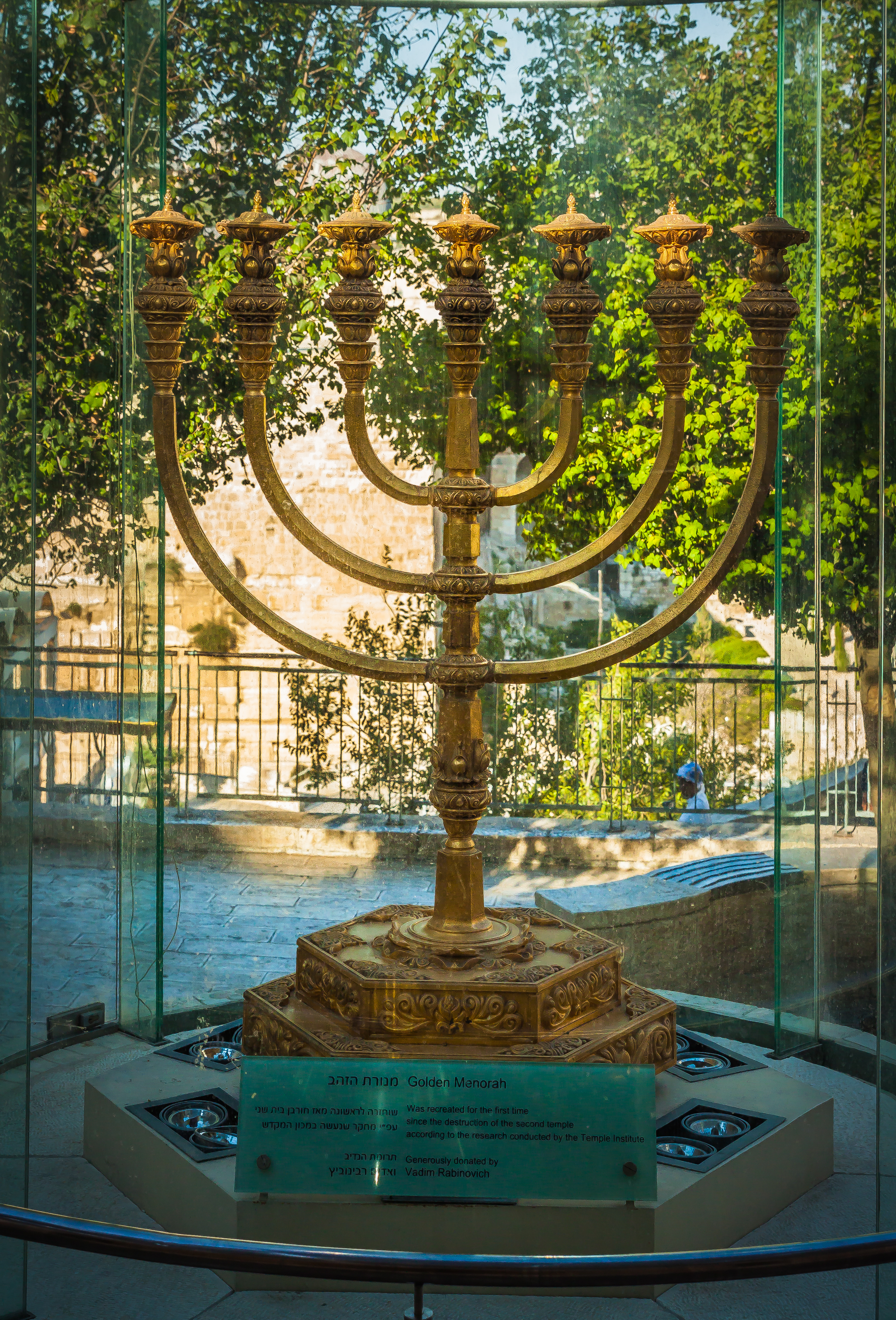
圣殿研究所
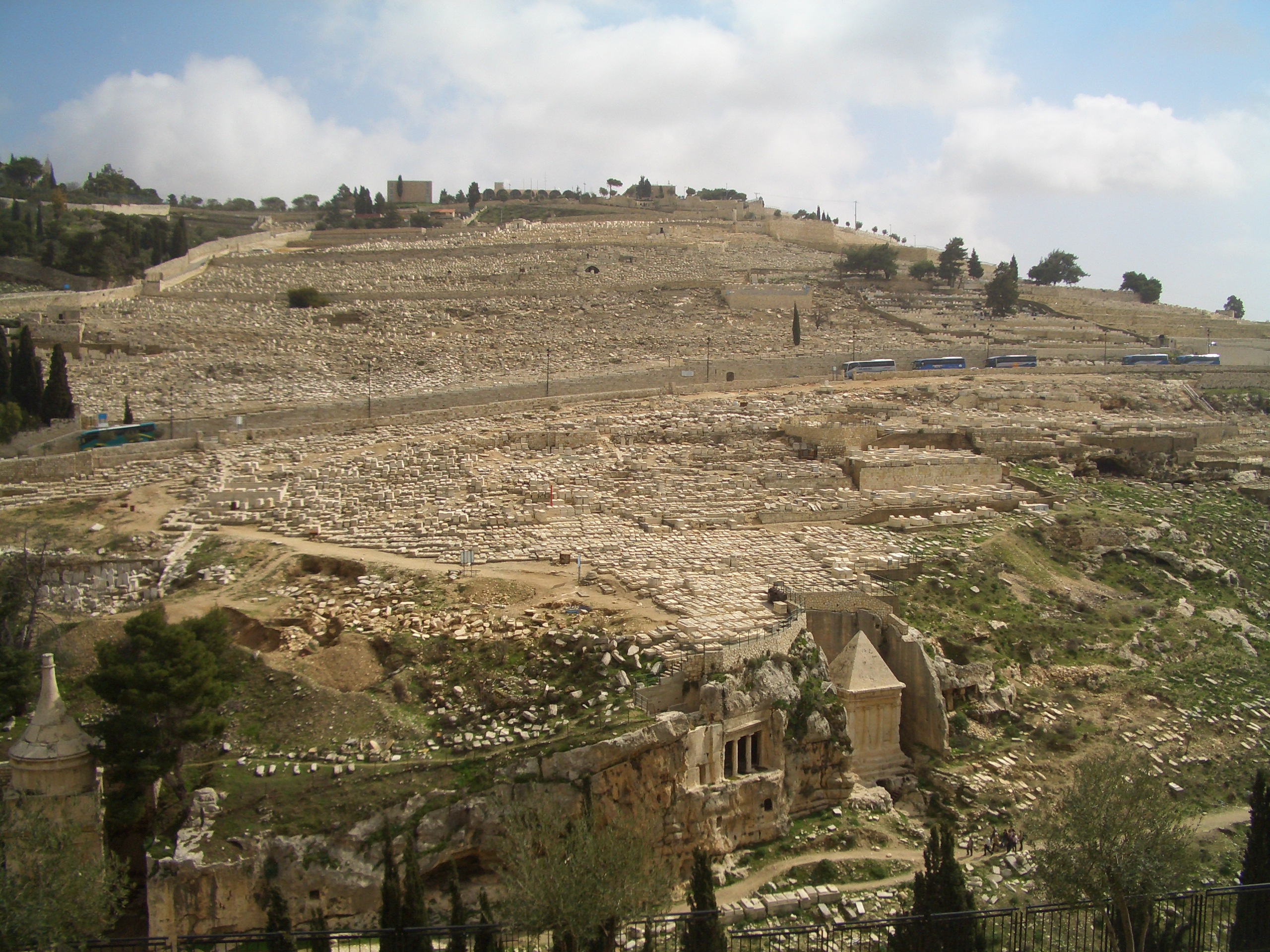
橄榄山犹太公墓
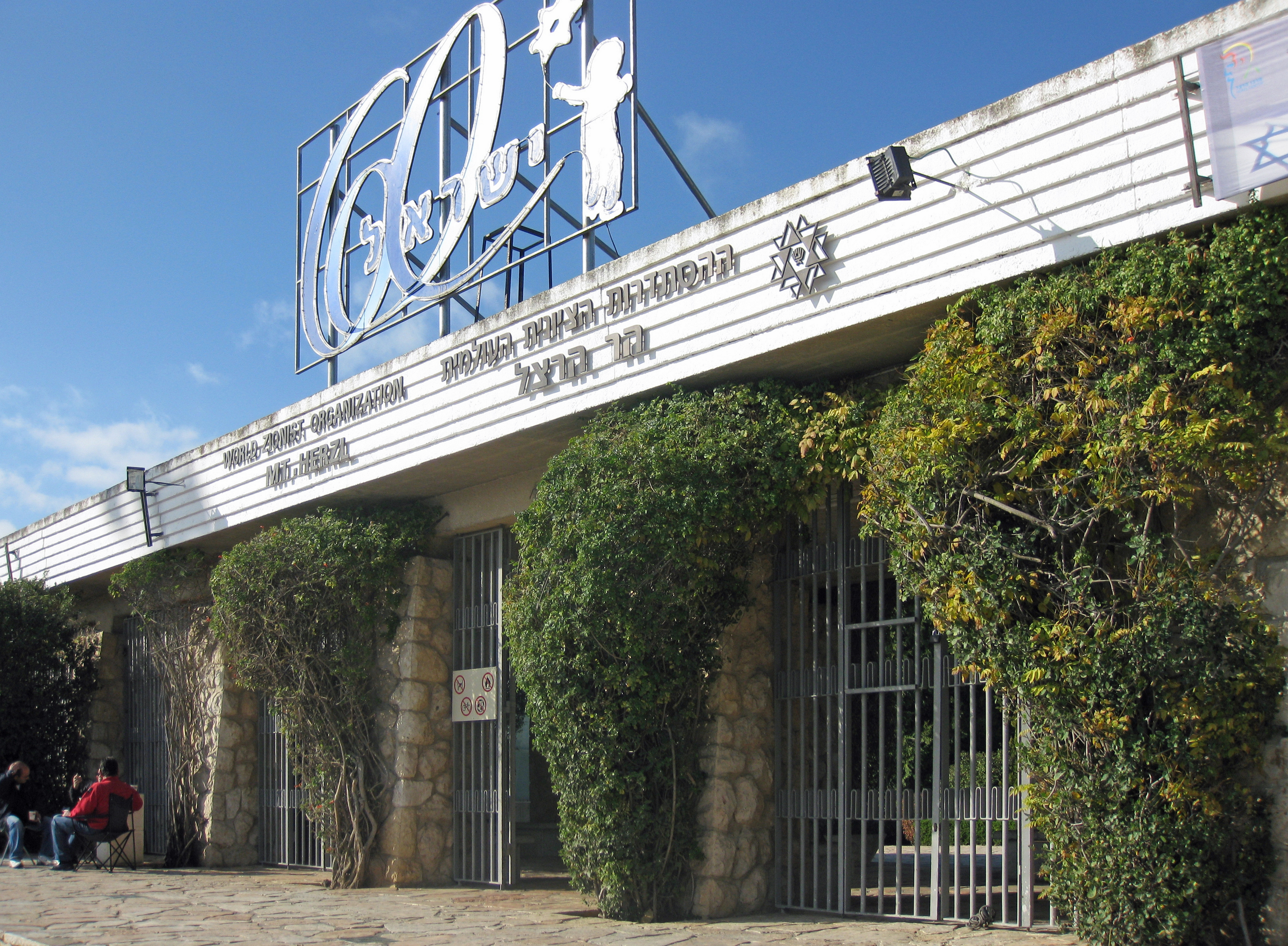
赫茨爾山 - 是以色列的国家公墓
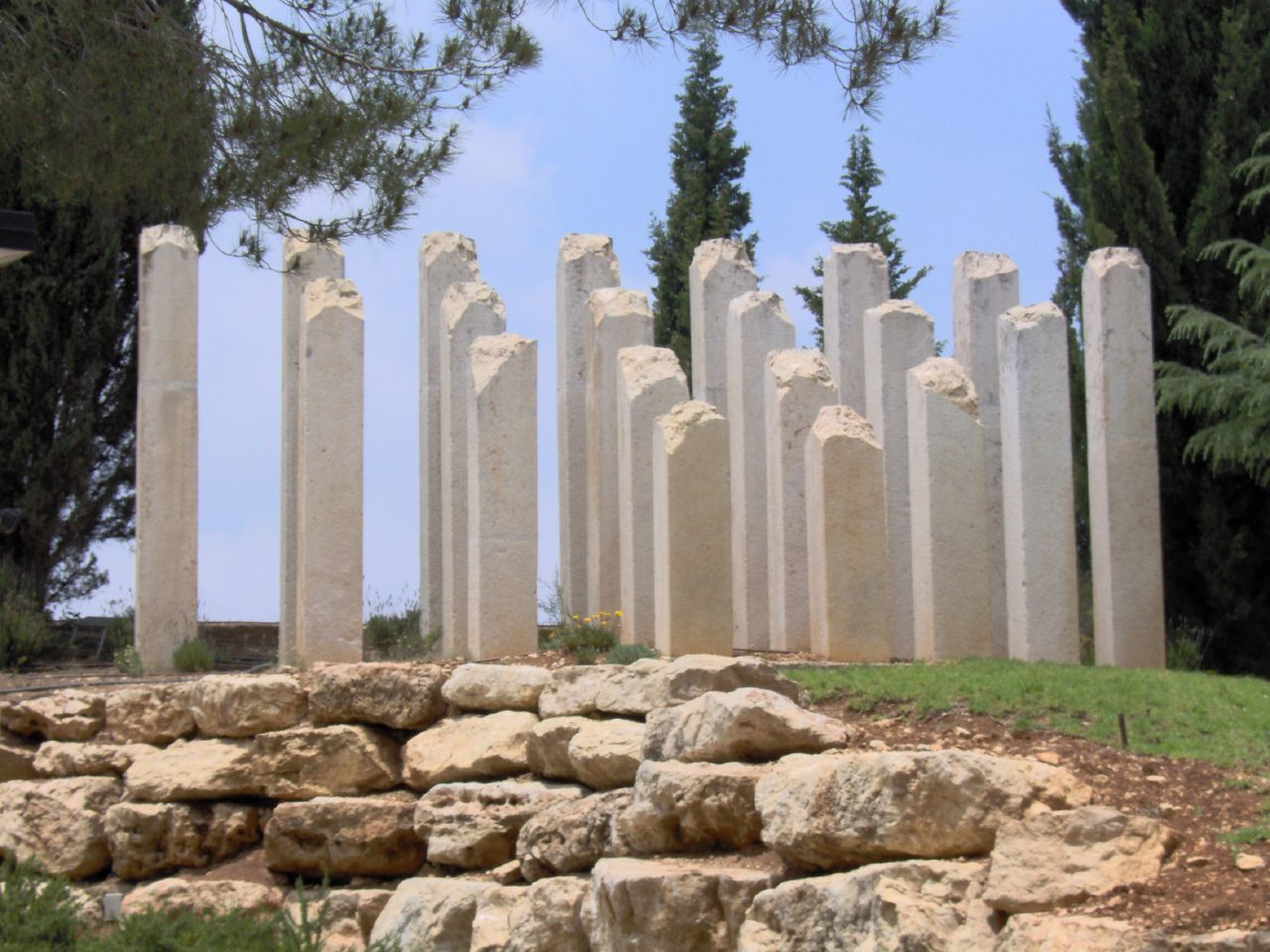
以色列猶太大屠殺紀念館 - 殉难儿童纪念碑
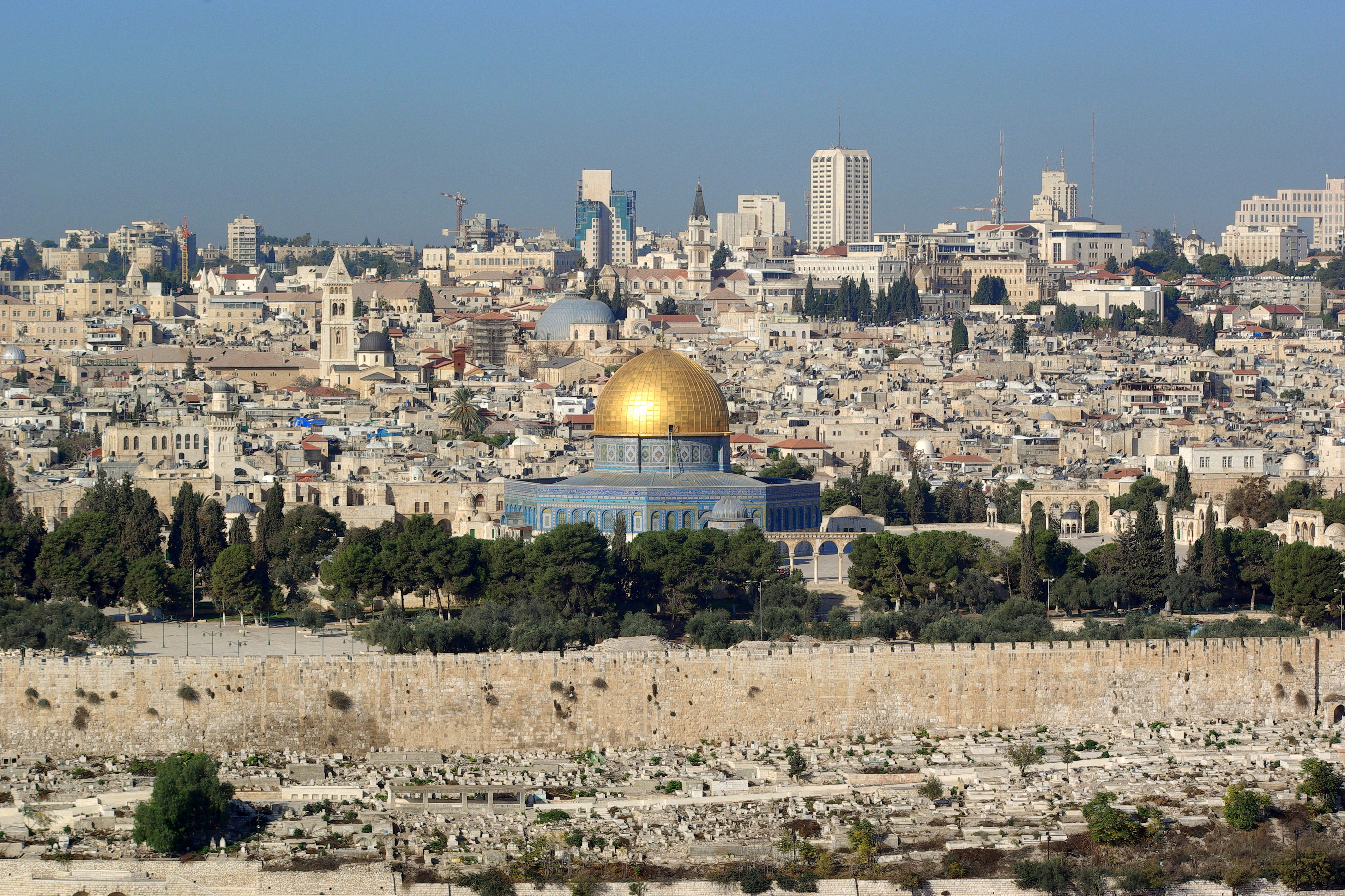
从橄榄山西看，近处是耶路撒冷老城，远处是新城
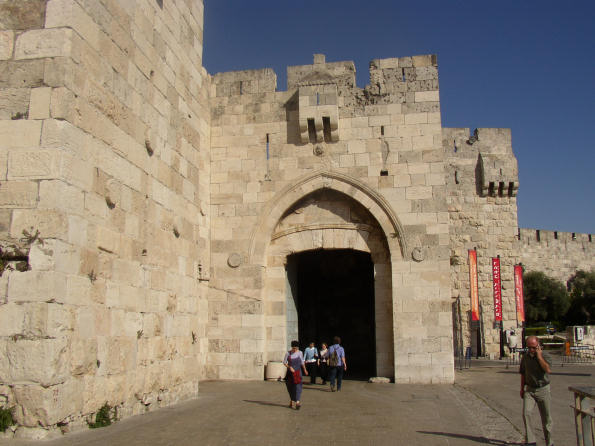
雅法门

### 体育
耶路撒冷最受欢迎的2项体育运动是足球和篮球。耶路撒冷比塔尔是以色列最受欢迎的球队之一，不少前任和现任政界名人，如内塔尼亚胡，都是该队的球迷。耶路撒冷另一支主要足球队耶路撒冷夏普尔足球俱乐部，是比塔尔的主要对手之一。比塔尔曾经5次赢得以色列国家杯冠军（1976、1979、1985、1986和1989年）而夏普尔仅赢得过一次（1973年）。同样，比塔尔参加声望较高的以色列足球超级联赛，而夏普尔则参加较次的以色列甲级联赛。在篮球方面，耶路撒冷夏普尔篮球俱乐部较強。虽然在特拉维夫马卡比篮球队控制的联赛中从未赢得锦标赛，不过，耶路撒冷夏普尔已经赢得三次以色列杯（1996年、1997年和2007年）和一次欧洲联盟杯（2004年）。特迪・科莱克体育场开放于1989年，是耶路撒冷主要的足球场馆，設有21,000个座位。

### 媒体
耶路撒冷是以色列的媒体中心。以色列廣播局的总部位于耶路撒冷，以色列电台、第二台、第十台的总部也位于此，BBC新闻也在当地设置广播室。《耶路撒冷邮报》和《以色列时报》的总部也在耶路撒冷。当地的地方报纸有《圣城报》和《耶路撒冷时报》。基督教国际电视台God TV总部也在当地。

## 经济

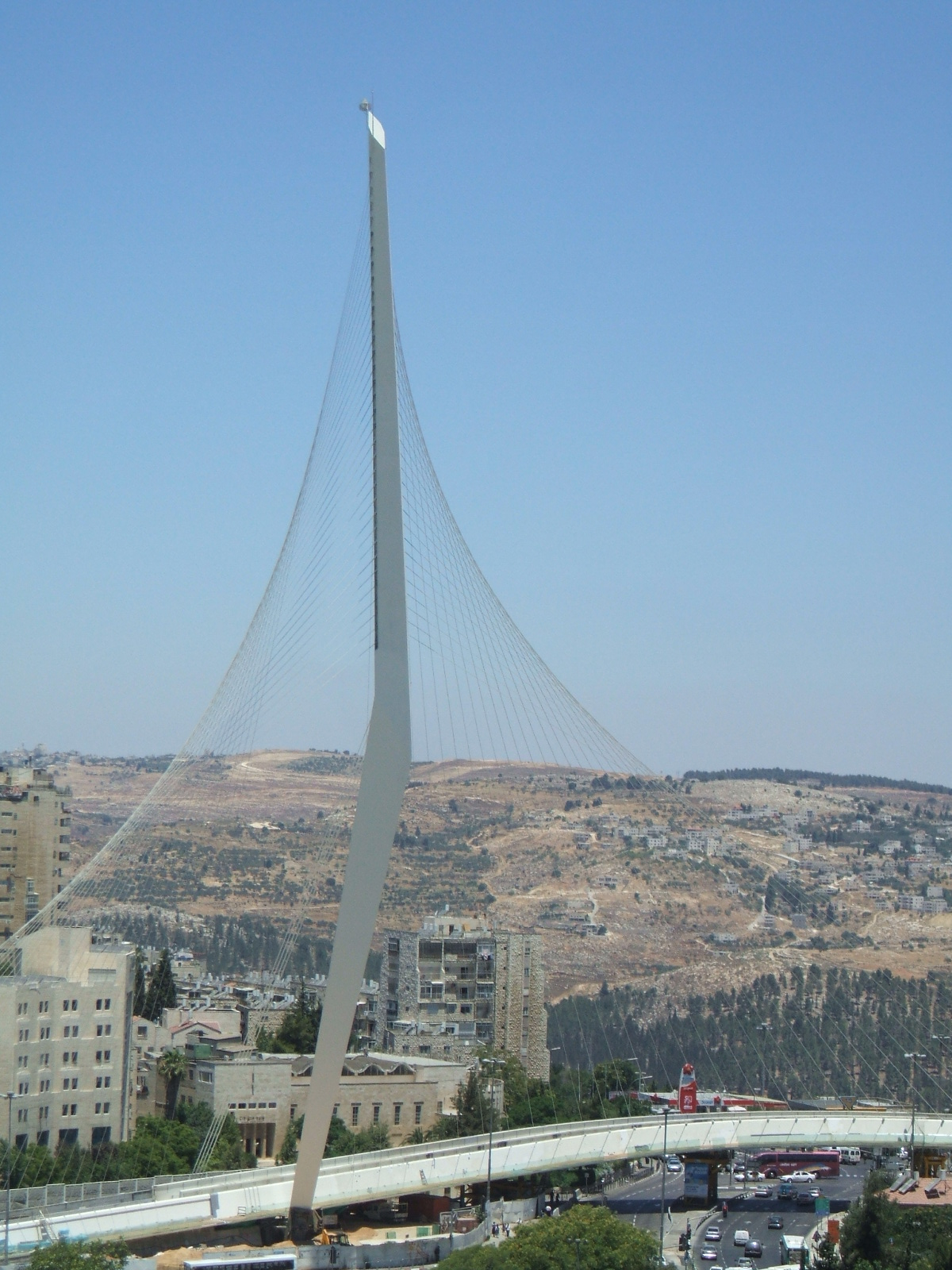
耶路撒冷入城处的“琴弦桥”（“大卫桥”）（桥上为轻轨）

历史上，耶路撒冷由于远离雅法和加沙的主要港口，经济几乎完全依靠宗教朝圣耶路撒冷的宗教圣地今天仍然是吸引外国游客的主要目的地，大多数游客都会参观西墙和耶路撒冷老城不过，自1967年以来，耶路撒冷在经济方面取得了长足的进步，已经远远不仅仅是一个宗教圣地。

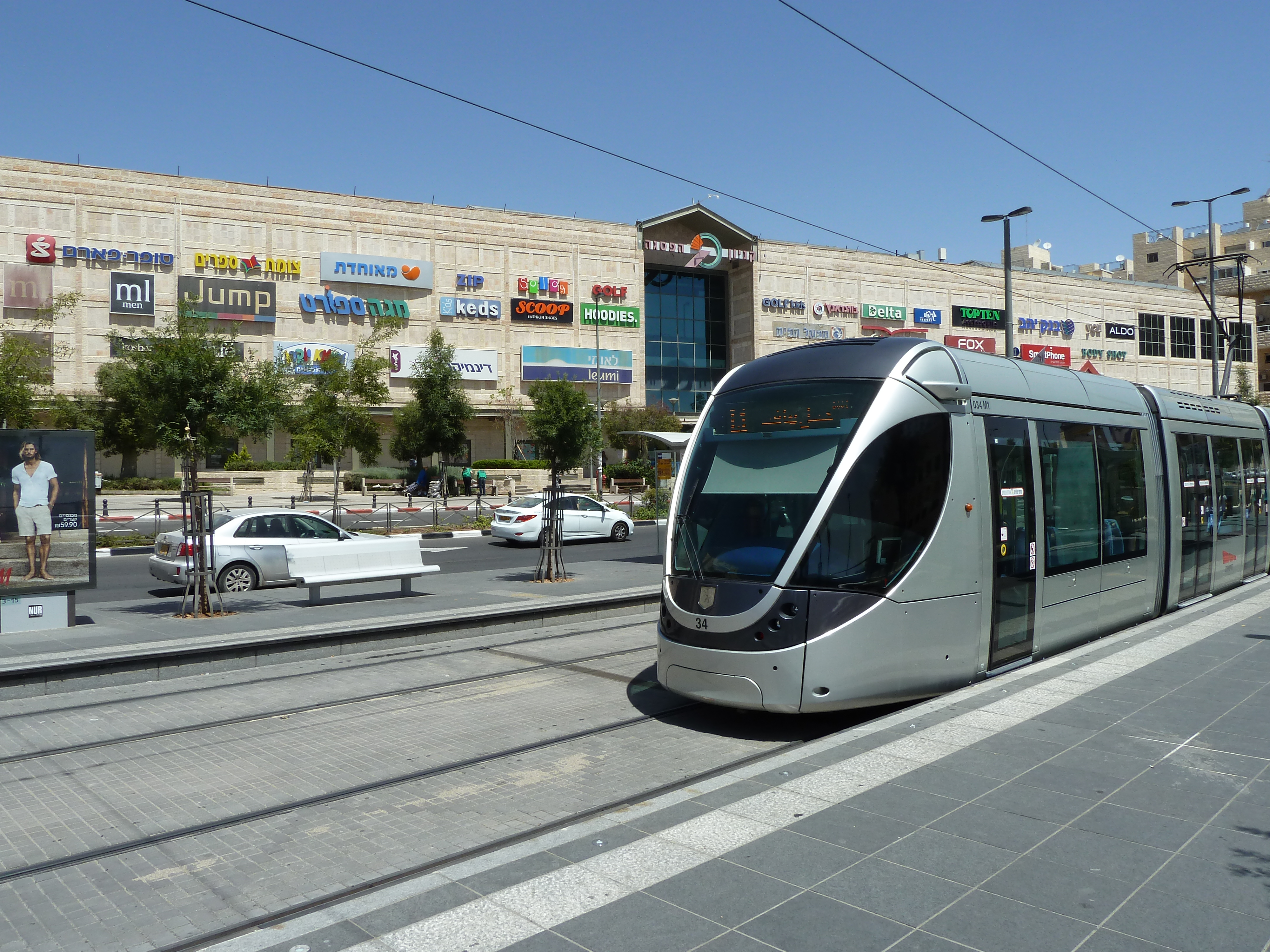
耶路撒冷购物中心和轻轨

许多统计数据均表明耶路撒冷经济的增长。但是，以巴勒斯坦人为主的东耶路撒冷的发展明显落后于西耶路撒冷。不过，阿拉伯家庭有一名就业人口的比率（76.1%）则高于犹太家庭（66.8%）。耶路撒冷的失业率（8.3%）略低于全国平均水平（9.0%），工作人口占15岁以上人口不到一半，低于特拉维夫（58.0%）和海法（52.4%）。近年来，耶路撒冷的贫困人口暴增，从2001年到2007年，低于贫困线的人口增加了40%。2006年，耶路撒冷工人的平均月收入为5,940新谢克尔（1,410美元），比特拉维夫工人低1,350谢克尔。

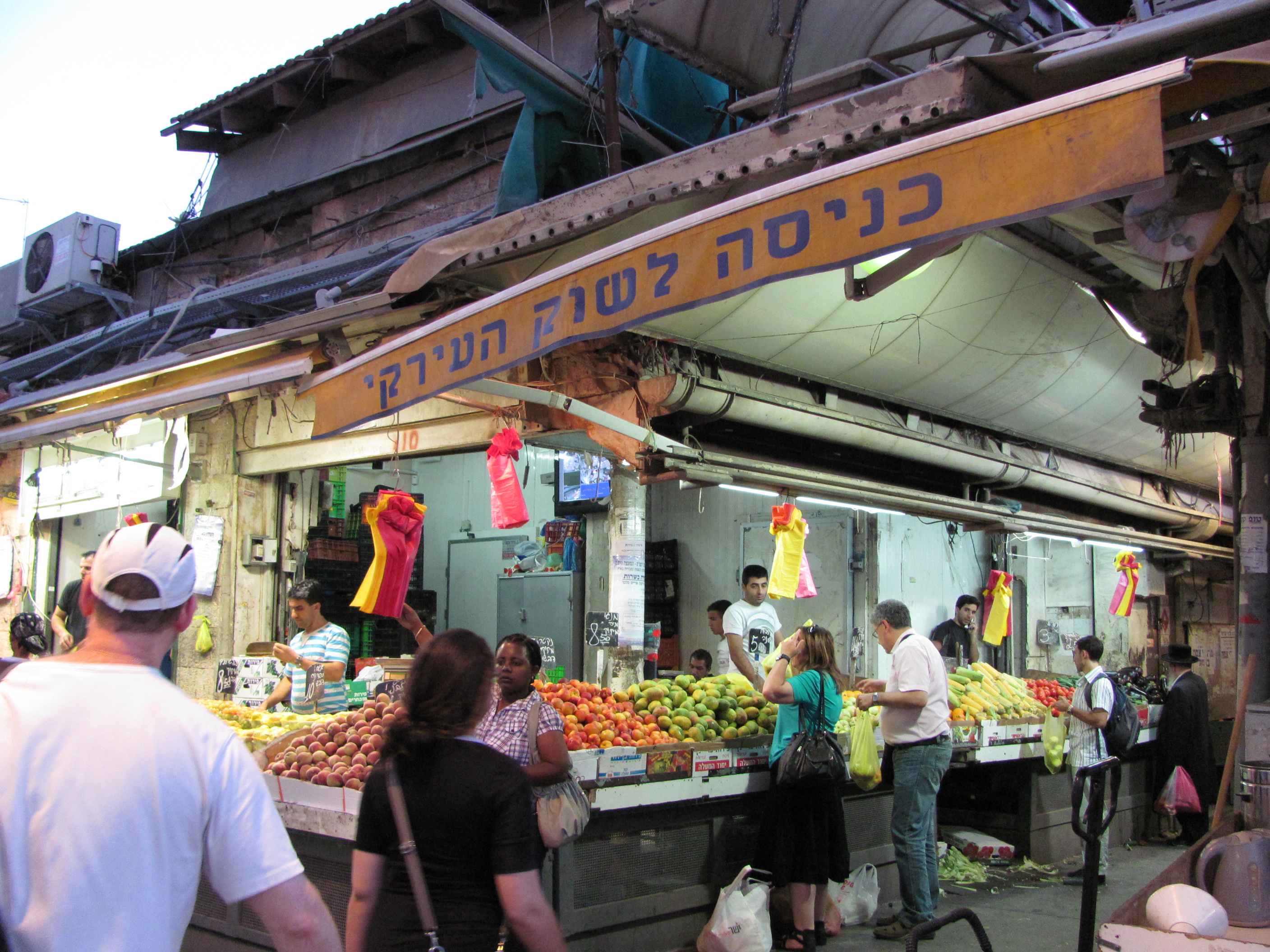
耶路撒冷的中心市场马哈尼耶胡达市场

为了保护该市独特的宗教圣地，耶路撒冷不准许发展重工业；而且耶路撒冷只有大约2.2%的土地用于工业和基础设施。相比之下，特拉维夫用于工业和基础设施土地的比重达到耶路撒冷的2倍多，而海法是它的7倍多。虽然特拉维夫仍然是以色列的金融中心，但设在耶路撒冷的全球高技术企业数量正在增加。各种类型的大公司进驻北耶路撒冷的哈·获兹威姆地区，包括英特尔、梯瓦制药（Teva制药）和ECI电信。工业园区完成后将包括超过100个企业、一个消防站、一所学校，占地53公顷。
自从以色列建国以来，中央政府在耶路撒冷经济中一直扮演重要角色。中央政府集中在耶路撒冷，不仅为该地区提供大量工作职位，而且对有潜力的公司提供津贴和奖励。

## 交通

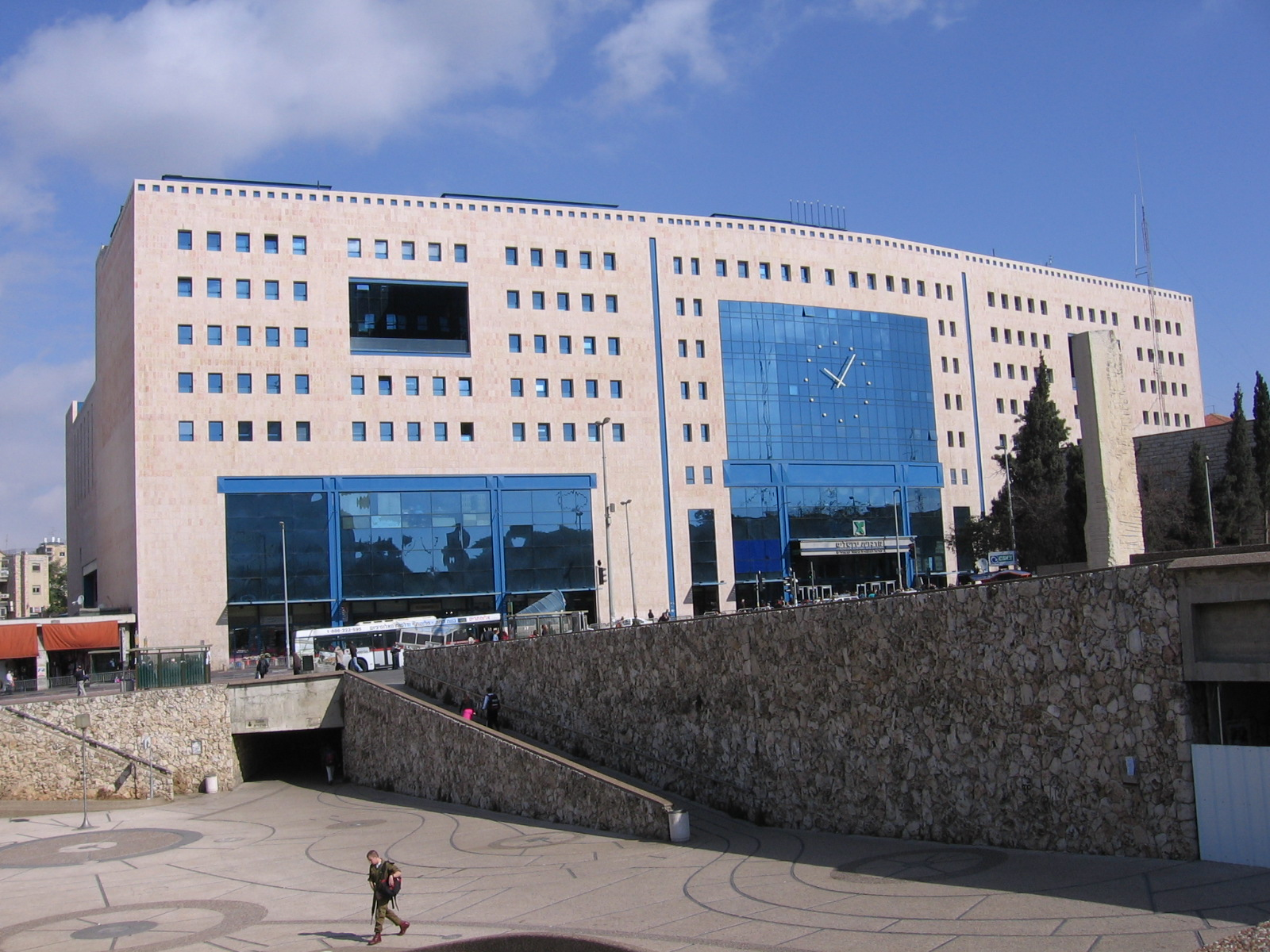
耶路撒冷中央巴士总站
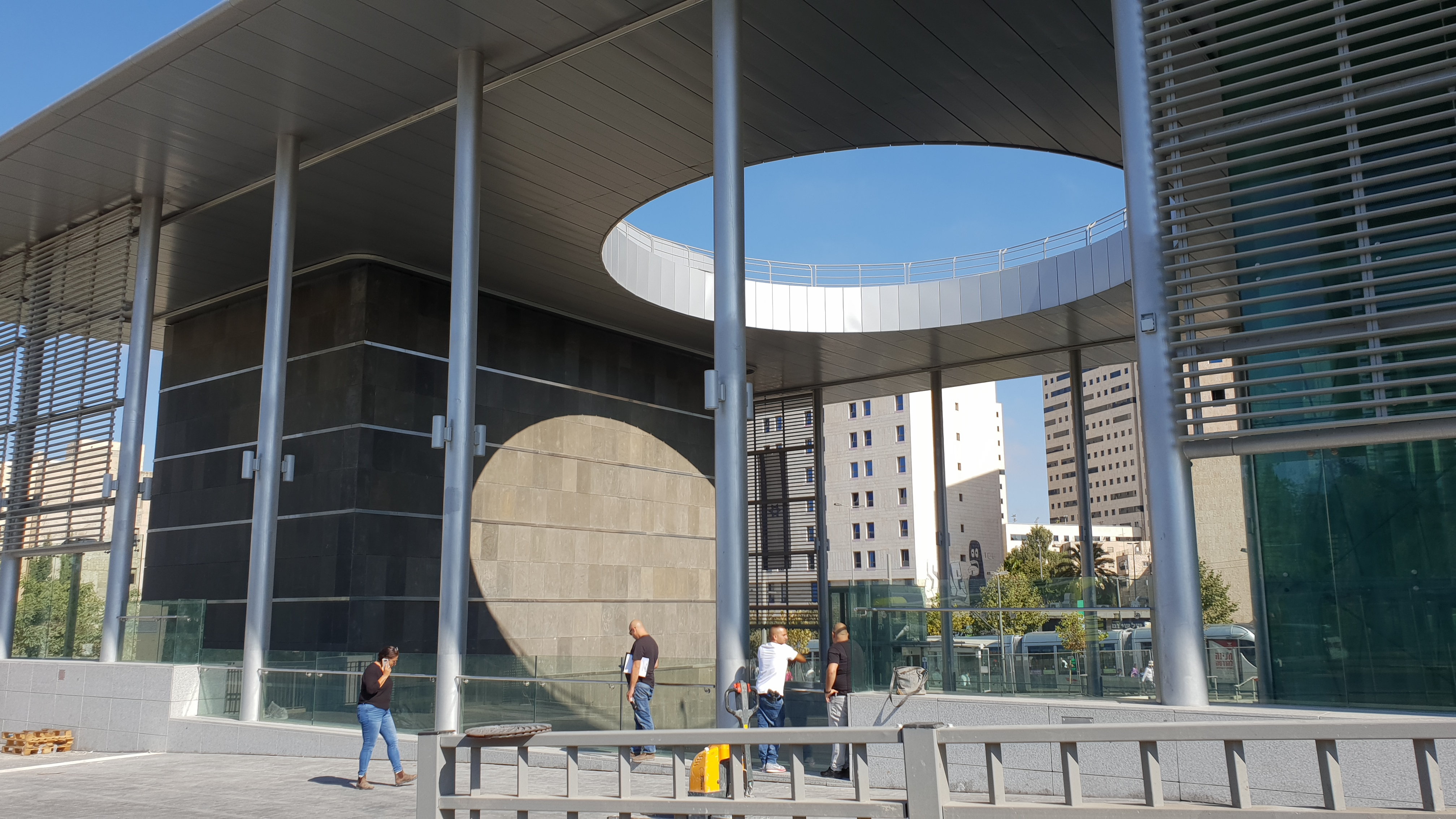
以色列铁路 - 伊扎克·纳冯车站
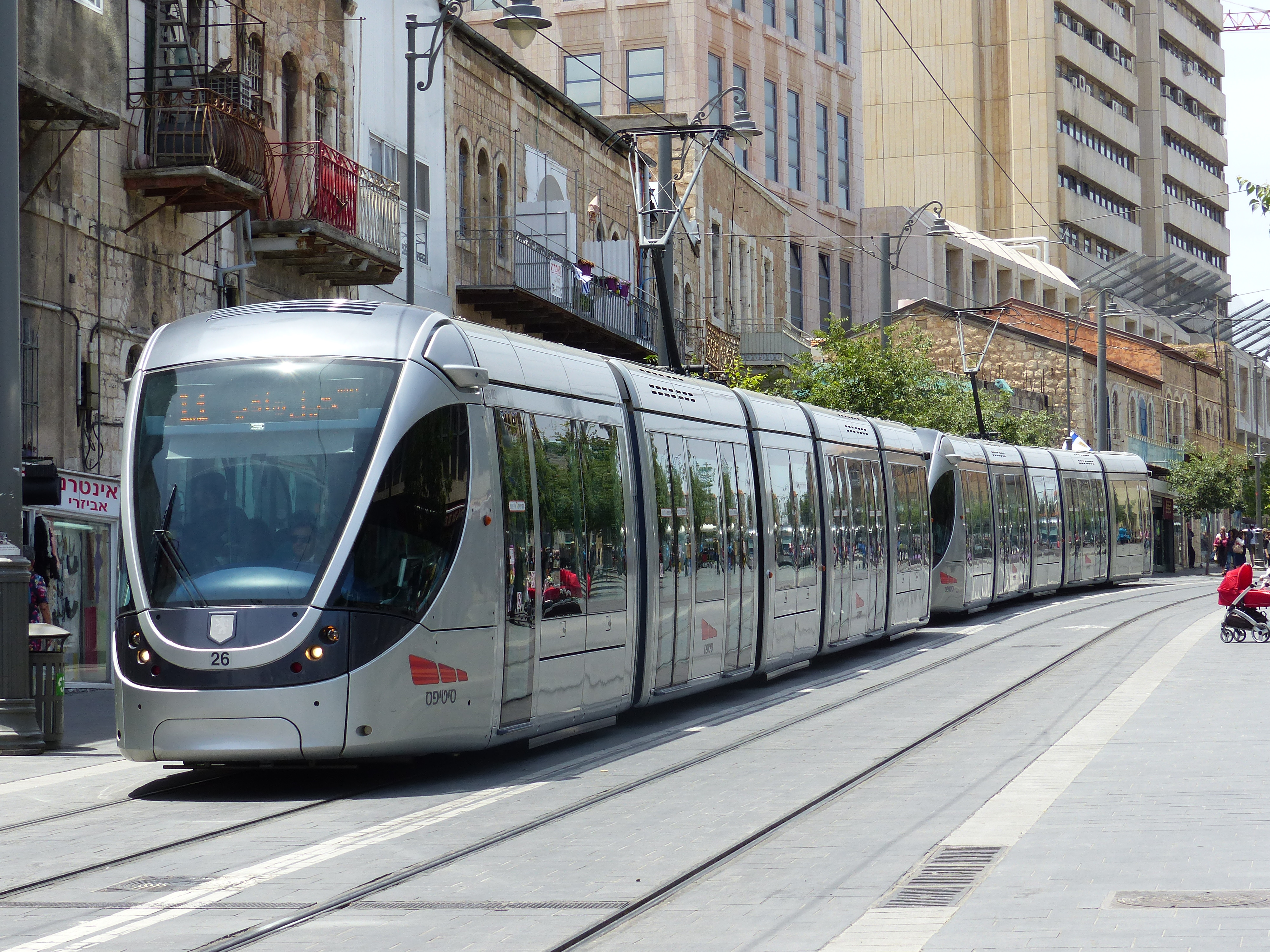
耶路撒冷轻轨列车于雅法路 - 耶路撒冷市内轻轨，目前只有一条线，是耶路撒冷市内最便捷的交通方式。
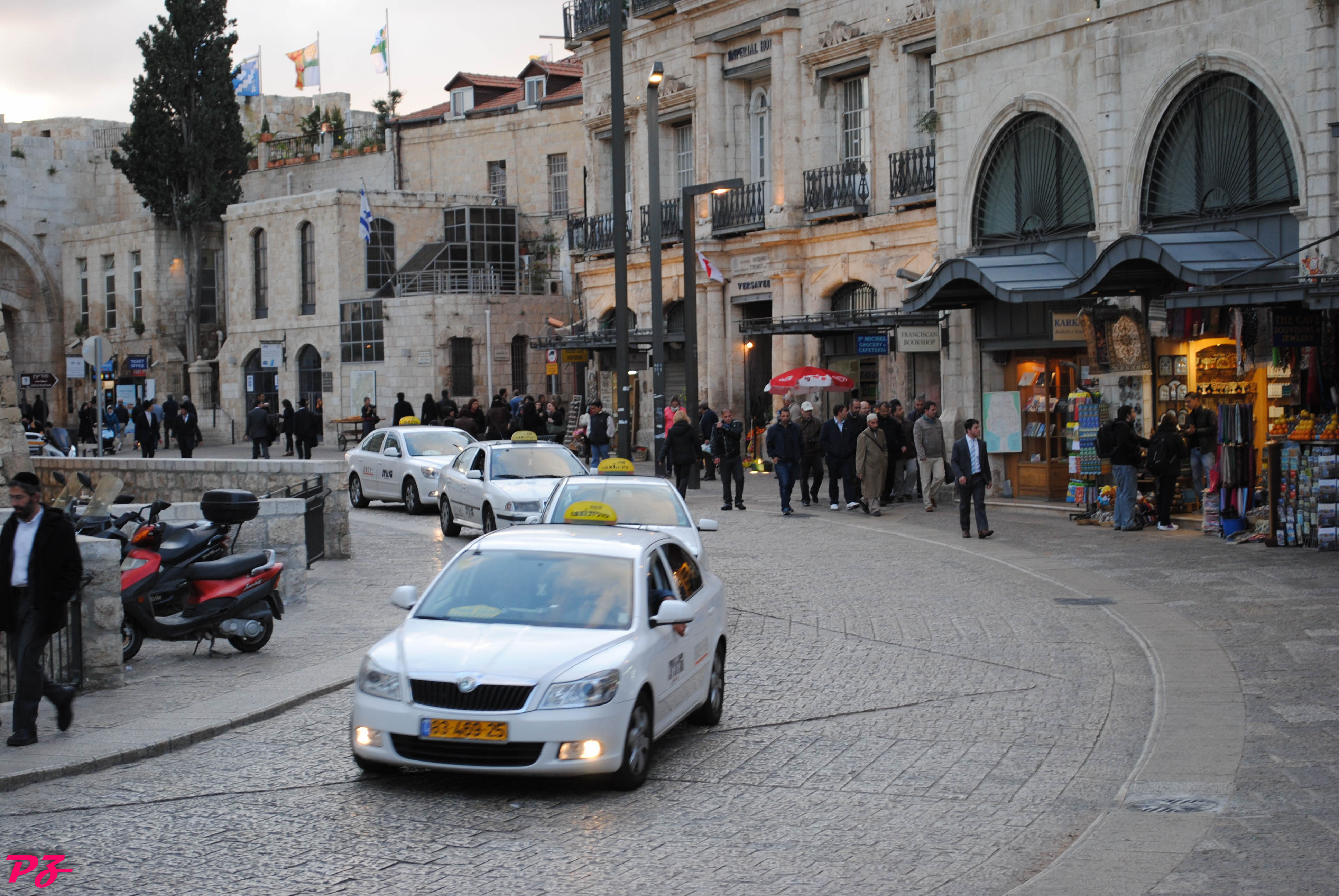
耶路撒冷出租车。

耶路撒冷位于以色列中心，公共交通四通八达，有便捷的公共交通到以色列和约旦河西岸全境。
耶路撒冷中央汽车站是以色列最繁忙的汽车站，由世界第二大公交公司艾格德巴士公司（Egged Bus）经营。
特拉維夫—耶路撒冷是连接耶路撒冷和特拉维夫的高速铁路，于2018年开通，在耶路撒冷市中心设有位于地下80米的伊扎克·纳冯车站。线路还途经本-古里安国际机场，距离耶路撒冷中心50公里，车程20分钟。距离耶路撒冷最近的机场是阿塔洛特机场。它在2001年由于在拉马拉和西岸的冲突而关闭，已经交由以色列国防军控制。
贝京高速公路是耶路撒冷主要的南北方向干道之一；穿过城市西部，然后并入通往特拉维夫的以色列443号公路。以色列60号公路穿过市中心的绿线附近，将东耶路撒冷与西耶路撒冷分开。以色列正建造一条35公里长的环城公路，希望通过将郊區与中央商务区连接起来，使这一地区更加富裕。工程的东半部规划于10年以前，但对此提议的反应仍然是见仁见智。以前市内交通除了私人汽车，只能选择出租車和公共汽车线路，現在可選擇新的铁路快速运输系统。该系统最初在1995年提出，此后，由于造价低廉、破坏较少、以及要保护市中心的审美价值，选择了轻轨作为快速交通方式。8条线路中的第一条，耶路撒冷轻轨在2011年投入服務，設有23个车站，估计每天能运送20万人。

## 教育

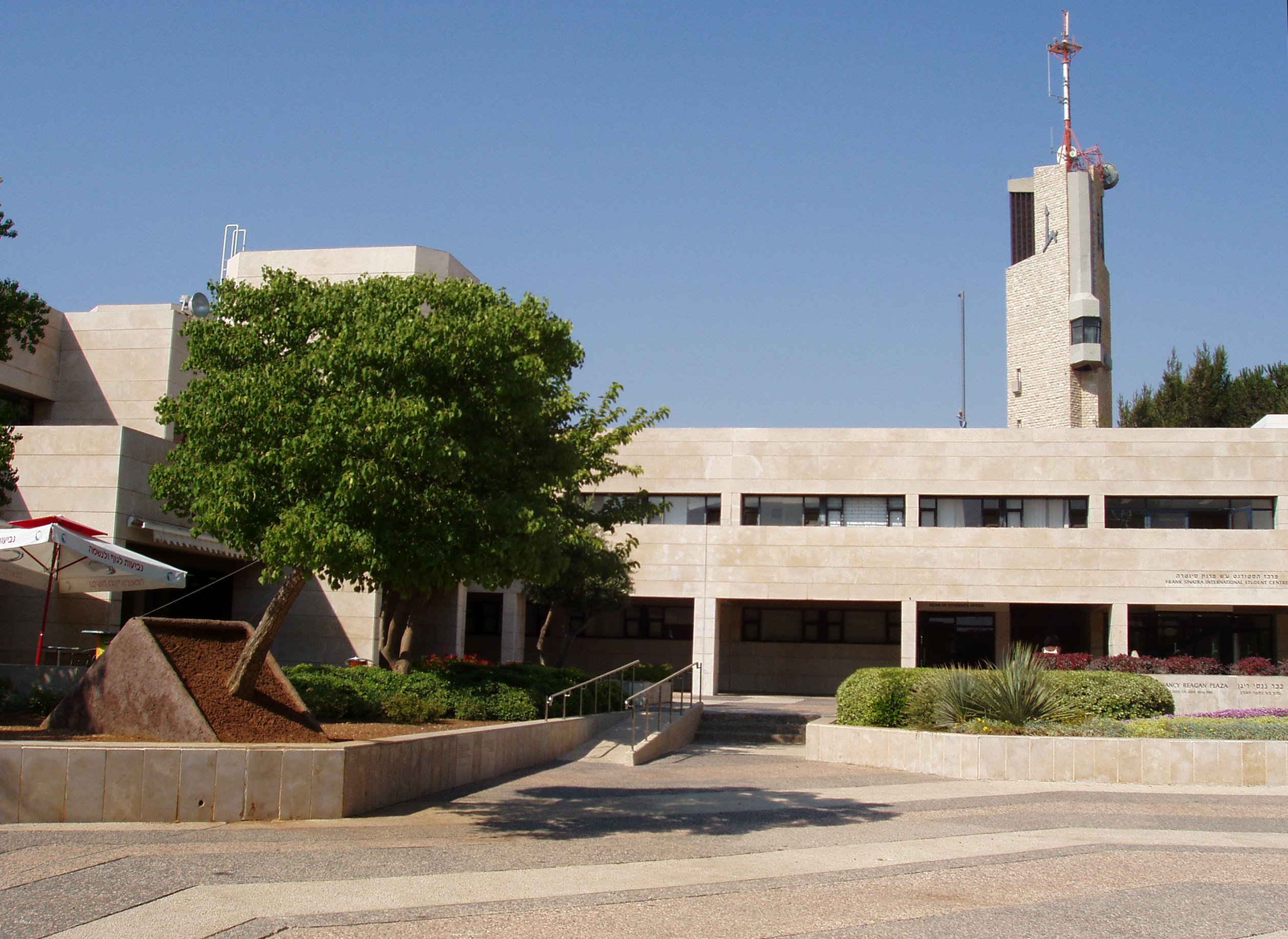
希伯来大学
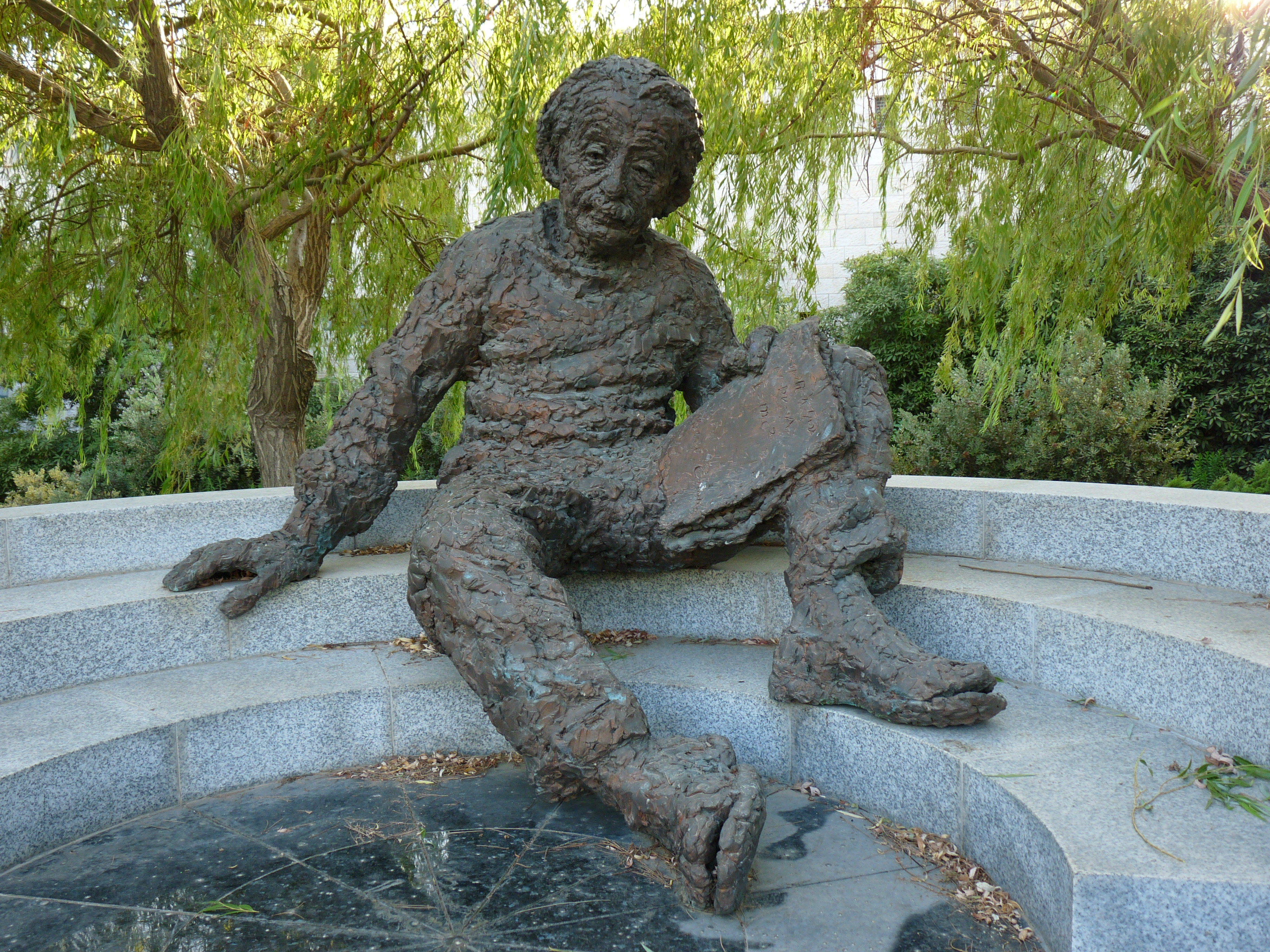
以色列科學與人文學院
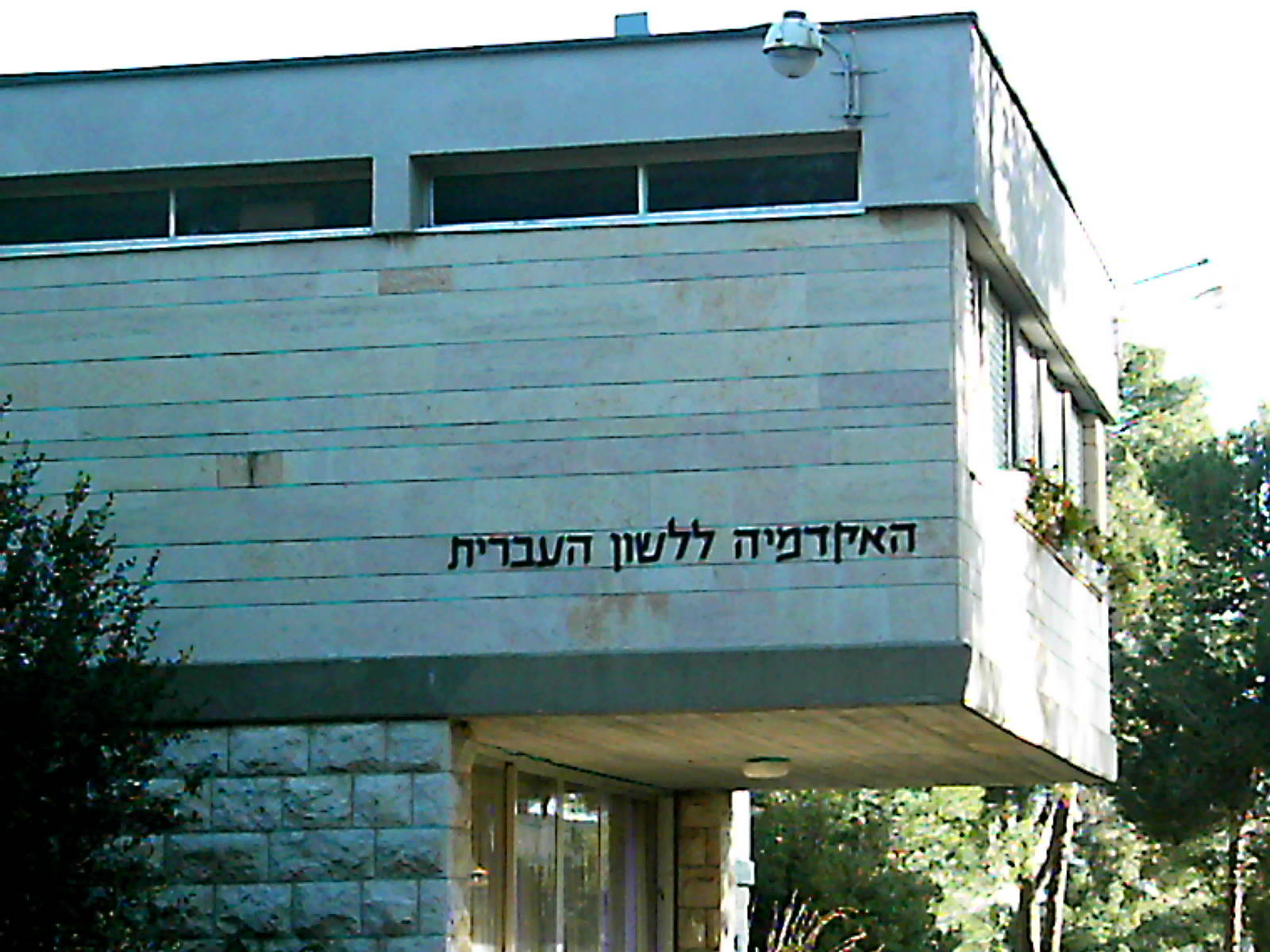
希伯来语科学院
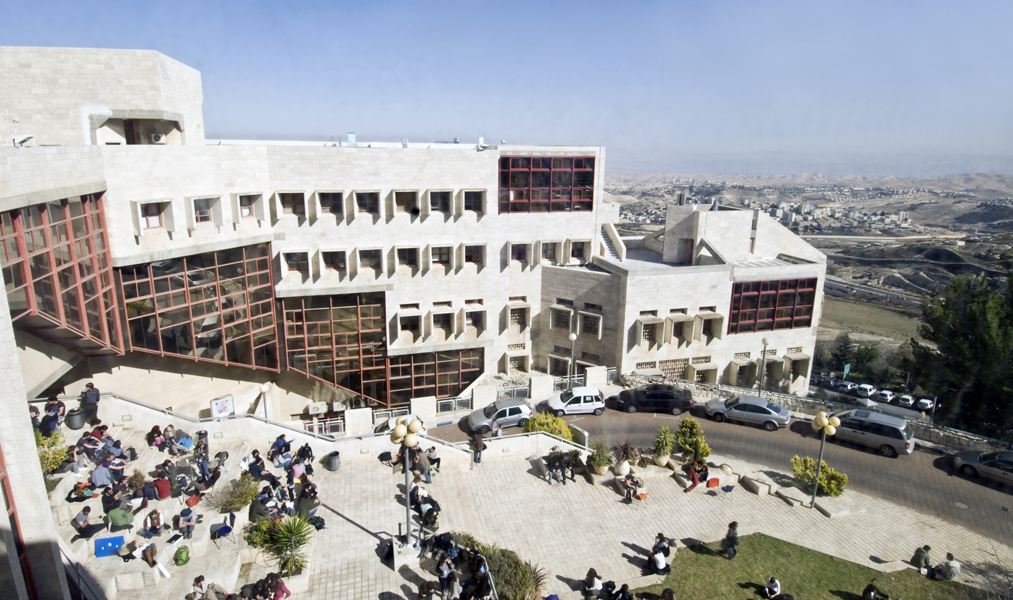
比撒列艺术设计学院 - 艺术和以色列设计的国家科学院

耶路撒冷拥有几所声望很高的大学，它们都使用以色列最常用的三种语言：希伯来语、阿拉伯语和英语进行教学。耶路撒冷希伯来大学成立于1925年，今天仍是耶路撒冷和以色列学科最全的大学。该校最初的董事会由一些杰出的犹太知识分子组成，包括一些世界知名的科学家——阿尔伯特·爱因斯坦和西格蒙德·弗洛伊德。这所大学已经产生了许多诺贝尔奖得主，新近的与该校有关的诺贝尔奖得主有阿夫拉姆·赫什科、戴维·格娄斯和丹尼尔·卡尼曼。这所大学最大的资产之一是犹太国家及大学图书馆，藏书量超过500万册。它的图书馆早在建校30多年前的1892年就已经运作，今天是世界最大的犹太文献资源之一、以色列的国家图书馆、大学的中心图书馆。
耶路撒冷大学是耶路撒冷附近另一个重要的高等教育机构，它成立较晚（1984年）。这所大学是该地区阿拉伯和巴勒斯坦人的最高学府，自称是耶路撒冷唯一的阿拉伯大学。耶路撒冷大学位于城市的东南，校园面积有19万平方米耶路撒冷的其他大学还有2所与耶路撒冷希伯莱大学有关的艺术学院：耶路撒冷音乐与舞蹈学院和比撒列艺术设计学院。
耶路撒冷理工学院成立于1969年，开设工程与其他高科技产业，也进行犹太教教育。耶路撒冷的许多学校——从小学到大学——都有宗教教育。耶希瓦和其他犹太学校遍及全市，起源于白俄罗斯的米尔耶希瓦是以色列全国规模最大的一所学校。2003–2004学年，有将近8000名12年级学生在希伯来语学校。不过，由于大量人口就读于犹太教正统派学校，只有55%的学生能通过中學畢業試（Bagrut），只有37%能大学毕业。与公立学校不同，大多数正统派学校不對学生进行标准化测验。
耶路撒冷和以色列大部分地方的阿拉伯人学校被批评质素低于犹太人学校。阿拉伯人聚集的东耶路撒冷，许多学校人满为患，学生超过四五千人，无法进行合理的教育。由于公立学校的阿拉伯学生需要通过中學畢業試，因此他们很多课程与猶太人学校同轨，將重点放在犹太教上，儘管他们并不信仰該宗教。

## 地位问题

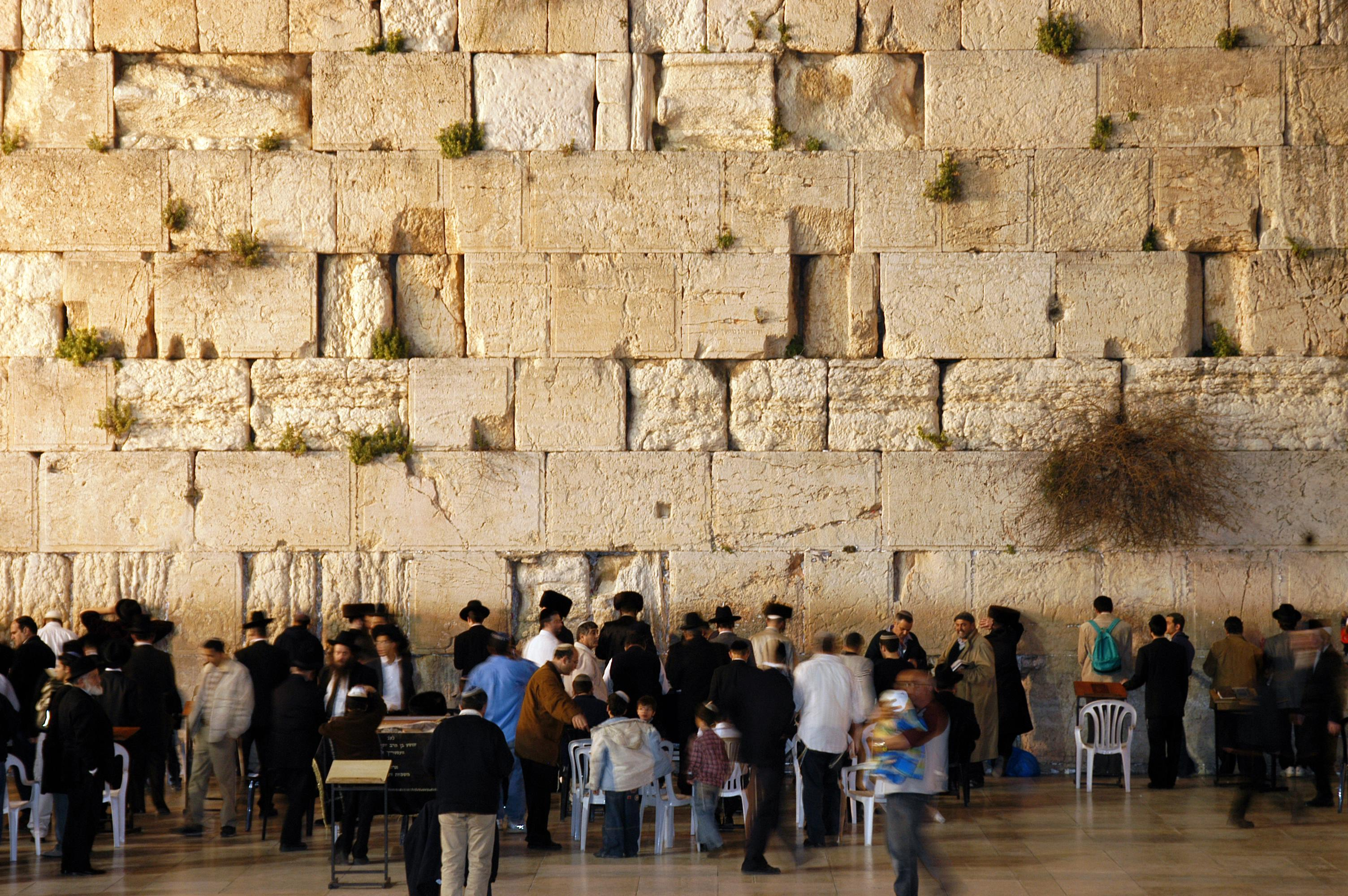
西墙，犹太教最神圣的地方之一

耶路撒冷对于犹太人、穆斯林和基督徒均具有特殊的重要意义，其地位问题仍然悬而未决。三千年前，大卫王在耶路撒冷建都，所罗门在该城建造圣殿。此后，耶路撒冷成古代以色列国的政治中心和宗教中心，在犹太人亡国后，耶路撒冷也一直是犹太民族的精神中心，民族身份的象征。犹太人无论流散到何处，礼拜时总是面向耶路撒冷。在希伯来圣经中，耶路撒冷被提到过700多次。长期以来，耶路撒冷对于犹太人的向心作用，和犹太人对这座城市的迷恋程度是如此之强，以至于无法想象一个没有耶路撒冷的以色列国。
自从7世纪起到1917年，伊斯兰教的阿拉伯帝国和奥斯曼帝国先后管理耶路撒冷长达1000多年。作为伊斯兰教的圣书古兰经比圣经新约晚了600年以上，其中有诸多内容与圣经重合，但却从未直接提到耶路撒冷一词。有后人将古兰经中提到的“远寺”（见古兰经17：1）解释为耶路撒冷的清真寺，并有了穆罕默德跨行几百公里夜行登霄的地点。因此，耶路撒冷被穆斯林认为是第三圣城。耶路撒冷最显著的建筑物，就是圣殿山上的2座清真寺—— 岩石圆顶和阿克萨清真寺。穆斯林国家很久就已经将耶路撒冷看成是一个具有特别的宗教和历史意义的城市，绝不愿意放弃。阿拉法特甚至對美國總統克林頓说到，如果他在東耶路撒冷問題上同以色列妥協，他擔心自己會遭到暗殺。
在以色列国成立以前，耶路撒冷是英屬巴勒斯坦託管地（包括今天的以色列和约旦）的首府。

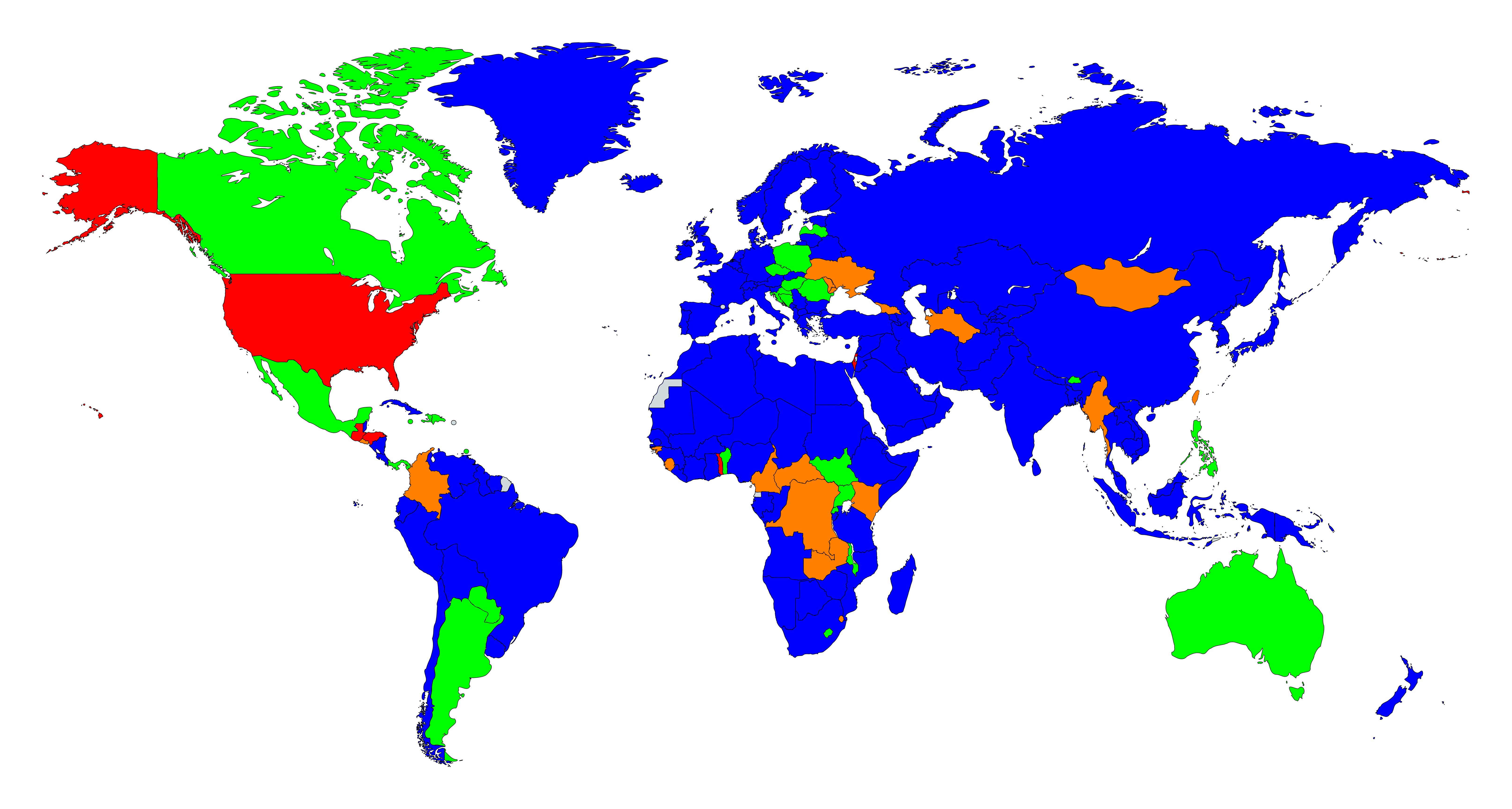
2017年12月21日聯合國A/ES-10/L.22號決議，藍色國為否定美國立場，橘色未出席，綠色棄權，紅色為贊同

目前，以色列已经立法确定耶路撒冷是其永久不可分割的首都，以色列政府、议会、最高法院等机构均位于耶路撒冷。而巴勒斯坦民族权力机构也声称未来巴勒斯坦国的首都将设在东耶路撒冷。目前，巴勒斯坦在该市最醒目的正式存在是东方宫，20世纪末巴勒斯坦解放组织的总部。俄罗斯、澳大利亚和巴西等国仅承认西耶路撒冷为以色列首都。
2017年12月6日，美国总统唐纳德·特朗普宣布在不界定耶路撒冷边界范围的前提下承认耶路撒冷为以色列首都，基於耶路撒冷大使館法，不簽署中止令，启动美驻以使馆迁往耶路撒冷的进程。美国在中东的盟国警告，这一举动可能引发大范围动荡。这是美国总统首次作出这一表态，引发中东多国强烈反对，警告此举可能引发“危险后果”，破坏巴以和平进程。美国和以色列在宣布承认耶路撒冷为以色列首都后，Yandex英文版和谷歌在地圖搜索结果中将耶路撒冷显示为以色列的首都。
2018年5月15日美國駐以色列大使館正式迁往耶路撒冷，出席开馆仪式的有33个国家，匈牙利、罗马尼亚、捷克和奥地利等国出席，危地马拉等国也将驻以色列使馆迁往耶路撒冷。马拉维、捷克和塞尔维亚等国也许诺将大使馆迁往耶路撒冷。

## 友好城市
- 美國纽约市（1993年）[174]
- 捷克布拉格

### 夥伴城市
- 法國马赛

## 備注
1. ↑  约旦河西岸地区(根据《巴勒斯坦基本法》第一章第三条)将耶路撒冷视为其首都[1]。然而，巴解组织谈判事务部(NAD)的文件经常提到东耶路撒冷（而不是整个耶路撒冷）是未来的首都，有时也是现在的首都。其2010年的一份文件被描述为“仅供讨论”，该文件称，巴勒斯坦对未来有一个“愿景”，即“东耶路撒冷⋯⋯将成为巴勒斯坦的首都，西耶路撒冷将成为以色列的首都”[2][3]，其2013年的一份文件提到“巴勒斯坦的首都，东耶路撒冷”，并称“被占领的东耶路撒冷是未来巴勒斯坦国的自然社会经济和政治中心”，同时还声明耶路撒冷一直是巴勒斯坦的政治、行政和精神中心“巴勒斯坦接受包括东耶路撒冷在内的1967年边界，是一个痛苦的妥协”。
2. ↑  In other languages: official Arabic in Israel: 阿拉伯語：，羅馬化：ʾŪršalīm al-Quds (combining the Biblical and common usage Arabic names); 古希臘語：，羅馬化：Hierousalḗm/Hierosóluma; 亞美尼亞語：，羅馬化：Erusałēm